# Armada de Chile
La Armada de Chile es una institución militar chilena y rama naval de las Fuerzas Armadas de Chile.
Su misión es contribuir a la defensa nacional de la nación a fin de salvaguardar la existencia del Estado Nación Chileno, y garantizar el ejercicio de la soberanía nacional. Cumple tanto las funciones propias de una marina de guerra como de una guardia costera.
Se constituye por la Escuadra Nacional, la Fuerza de Submarinos, la Aviación Naval y la Infantería de Marina.
La labor de guardia costera o Policía Marítima, se desarrolla por ley exclusivamente por las Autoridades Marítimas y sus delegados, por medio de las Gobernaciones Marítimas, Capitanías de Puerto, y Alcaldías de Mar, ejerciendo tareas para resguardar la seguridad de la vida humana en el mar y combatir los delitos dentro de su jurisdicción a nivel nacional. Además, de resguardar diferentes ámbitos como la navegación de naves mercantes, los puertos y terminales, la pesca y el medio ambiente acuático, entre otros, contando para ello, con variados medios terrestres, marítimos y aéreos.

## Historia

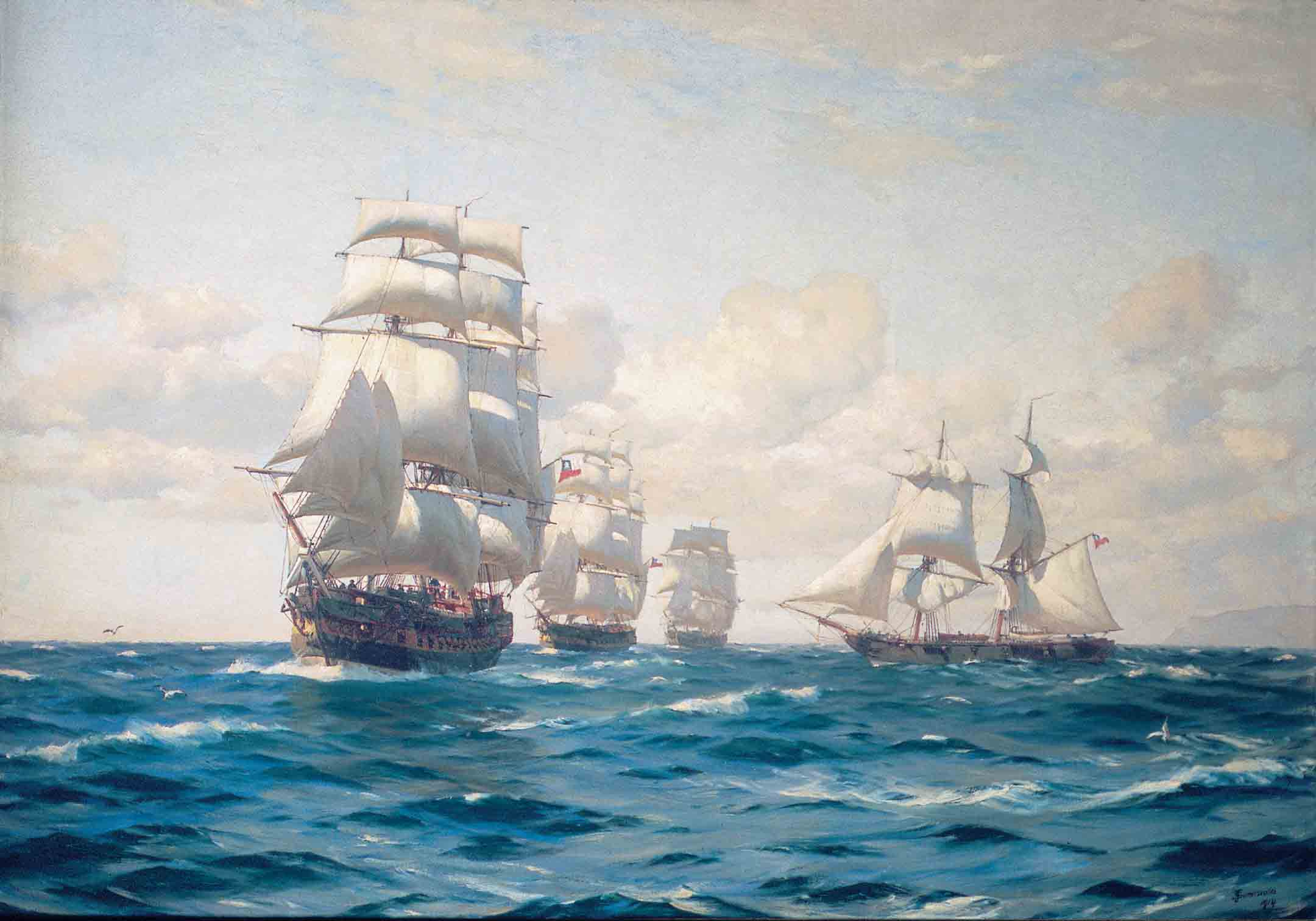
Primera Escuadra Nacional, óleo de Thomas Somerscales.

### Antecedentes
En la época de la en Chile, país insular por su geografía, había ideas difusas sobre la importancia del mar, aunque en varios próceres existía conciencia de la importancia de este para la supervivencia de la república. Costó comprender que el Poder Naval no se improvisa y que es necesario crearlo con tiempo.
Durante el siglo XIX el país se vio envuelto en varios conflictos en los que el dominio del mar fue determinante para el triunfo de las armas chilenas, pero al término de estos, por economía, se olvidaba la importancia de contar con una Armada, desmantelándose la mayor parte de las unidades existentes. Solo al término de la Guerra contra España los gobernantes chilenos aprendieron la lección y crearon una Armada eficiente y preparada.
Chile posee una costa de más de 4300 kilómetros de largo que se proyecta hacia la cuenca del Pacífico. Distancia equivalente a la existente entre Noruega y Marruecos.

### SigloXIX– Inicio y desarrollo

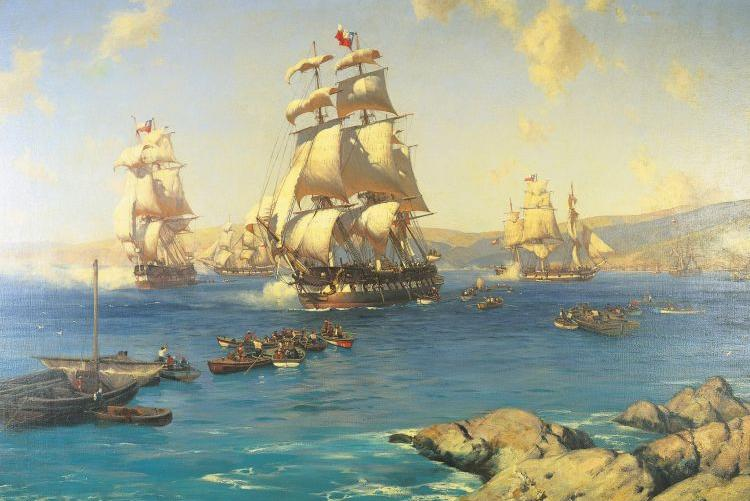
Zarpe de la Primera Escuadra Nacional el 10 de octubre de 1818, por Thomas Somerscales.

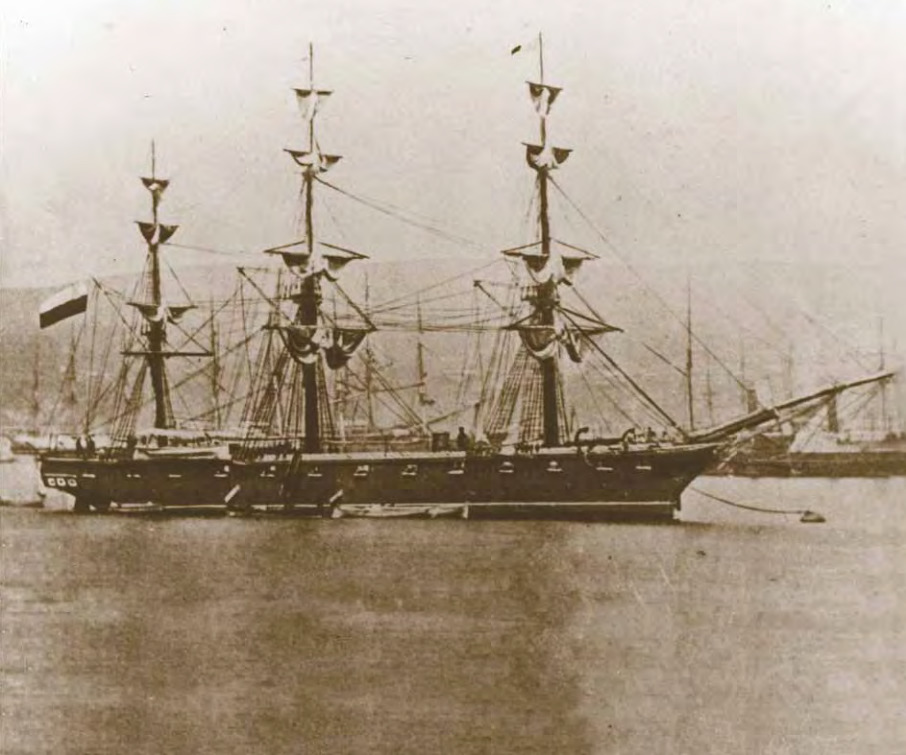
Corbeta Esmeralda.

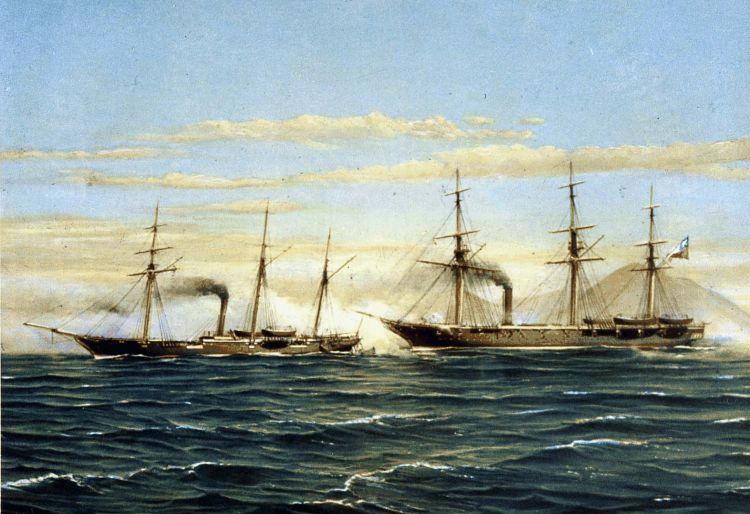
Combate de Papudo, óleo de Thomas Somerscales.

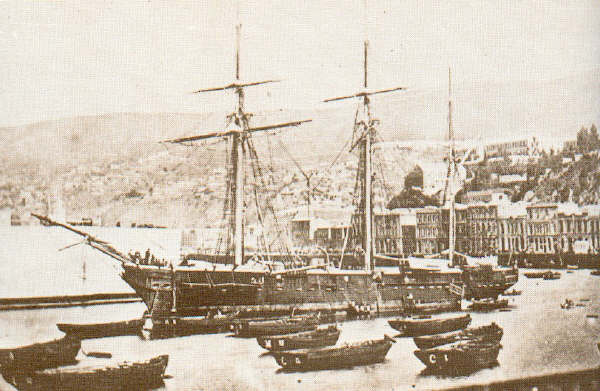
Corbeta O'Higgins.

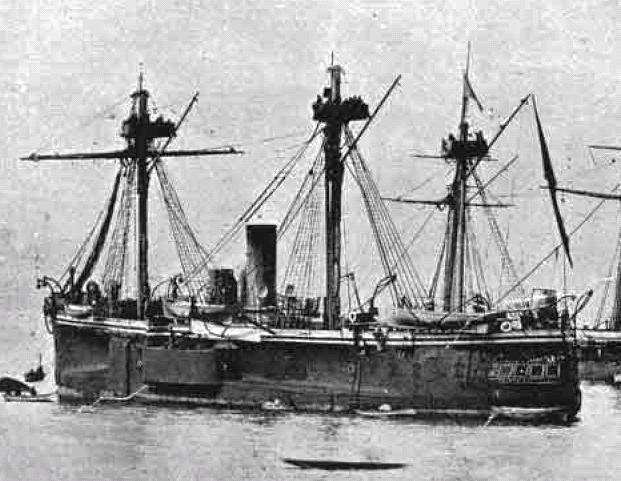
Fragata blindada Cochrane.

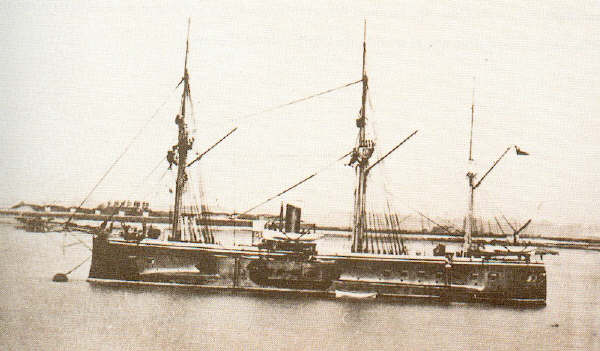
Fragata blindada Blanco Encalada.

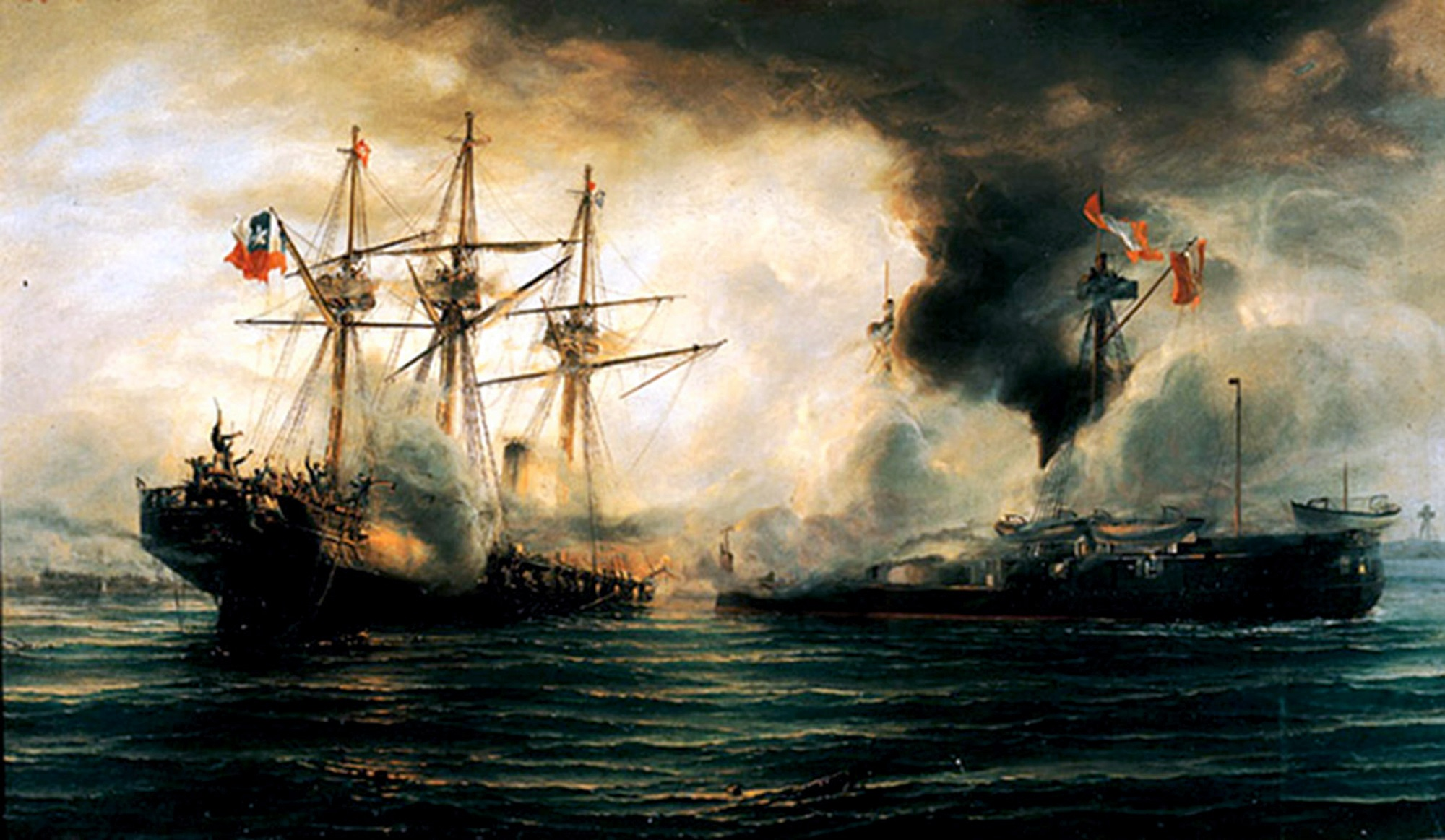
Combate naval de Iquique, óleo de Thomas Somerscales.

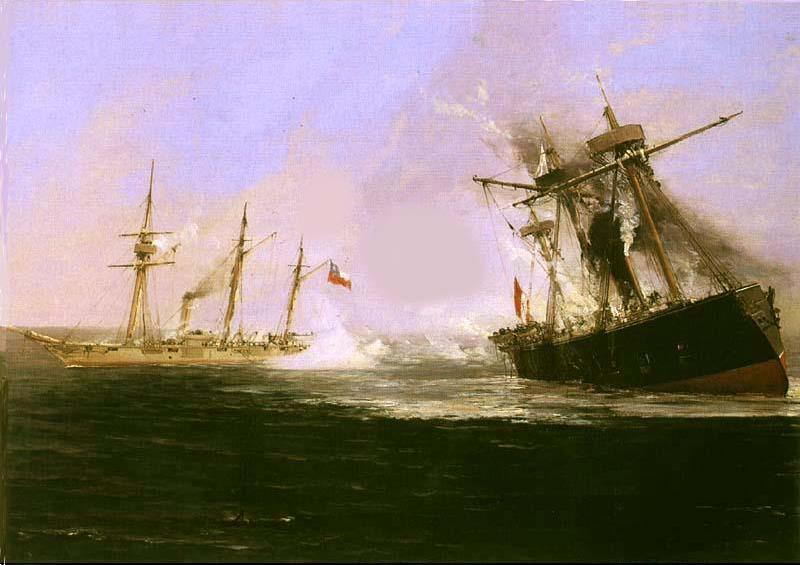
Combate naval de Punta Gruesa, óleo de Thomas Somerscales.

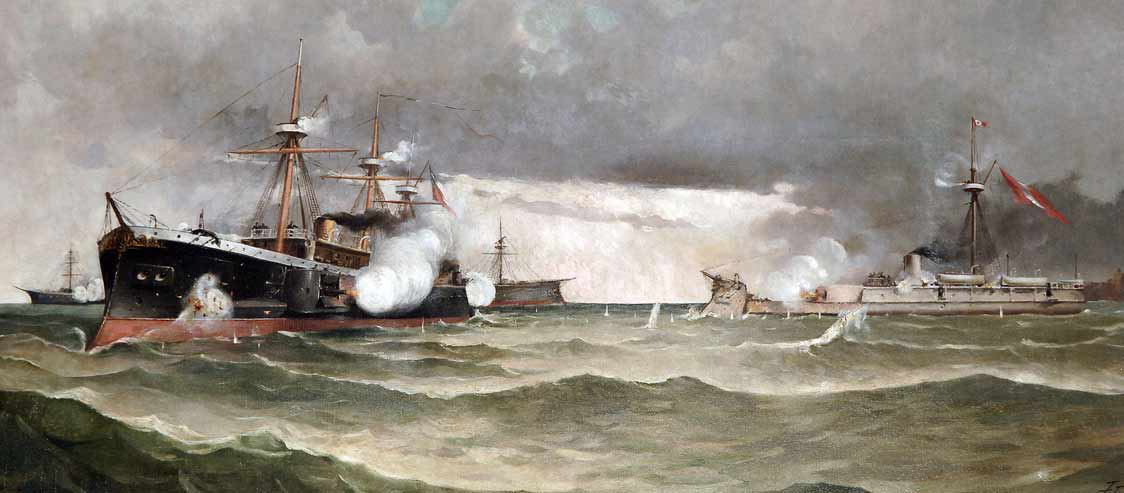
Combate naval de Angamos óleo de Teófilo Castillo Guas.

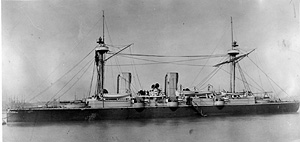
Crucero Esmeralda.

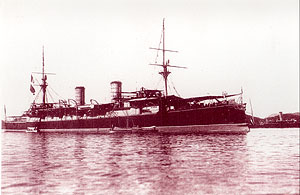
Crucero Esmeralda.

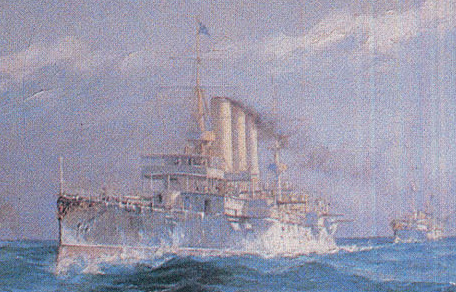
Crucero acorazado O'Higgins.

El general José Miguel Carrera fue quien adquirió y equipó las primeras naves destinadas a la Armada de Chile, pero no alcanzaron a llegar a Chile ni pudieron izar su pabellón.
Se considera que fue en el gobierno del capitán general Bernardo O'Higgins Riquelme, en 1817, cuando nació la Armada de Chile. Asegurada la independencia de Chile, los asuntos navales estuvieron a cargo del gobernador político y administrativo de Valparaíso, secundado por el capitán de puerto. El 15 de octubre de 1817 se designó a don Juan José Tortel como Comandante interino de Marina. En 1818 se creó la Primera Escuadra Nacional, la Academia de Jóvenes Guardiamarinas, la Infantería de Marina y la Comisaría de Marina y se dictaron las primeras disposiciones para su organización.
El 10 de octubre de 1818 zarpó de Valparaíso al mando del capitán de navío Manuel Blanco Encalada la Primera Escuadra Nacional compuesta por el navío San Martín, la fragata Lautaro, la corbeta Chacabuco y la fragata Araucano. Su misión era interceptar en el sur, a la altura de la isla Mocha un convoy de naves españolas que traían refuerzos a El Callao. La escuadra obtuvo su primera victoria en el puerto de Talcahuano, el 28 de octubre de ese año, con la captura de la fragata española Reina María Isabel.
A principios de 1818 el gobierno de Chile contrató a Lord Thomas Alexander Cochrane, marino británico de origen escocés, al que le otorgó el grado de vicealmirante y lo designó jefe de la Escuadra, escuadra con la cual Chile y Argentina esperaban obtener el dominio del Pacífico para enviar una expedición libertadora al Perú.
Cochrane a su vez contrató casi exclusivamente oficialidad angloparlante (británicos y estadounidenses) en tanto que la marinería estuvo compuesta mayoritariamente por chilenos. Todos estos sentaron la escuela de la Marina Chilena. Con ellos conseguiría importantes triunfos, destacándose la Toma de Valdivia, el puerto más defendido y artillado después del Callao.
Conseguida la independencia de Perú, el gobierno decidió disolver la Escuadra debido a los graves problemas financieros que enfrentaba.
En 1836, Chile y la Confederación Argentina, por separado y sin formar alianza le declararon la guerra a la Confederación Perú-Boliviana, para ello se tuvo que formar nuevamente una Escuadra, la que al mando del ahora vicealmirante don Manuel Blanco Encalada zarpó el 19 de octubre de 1836, siendo conocida como la Primera Campaña Restauradora, la que culminó sin éxito, firmándose el Tratado de Paucarpata. Luego vino una Segunda Campaña Restauradora donde el Ejército, esta vez al mando de Bulnes logró la victoria: Previamente, la Armada había derrotado a su similar confederada en el Combate Naval de Casma. Terminada esta guerra con el triunfo de Chile, el gobierno nuevamente desarmó la Escuadra por economía.
En 1865, Chile se unió al Perú en el conflicto con España, declarándole la guerra (guerra Hispano-Sudamericana), para lo cual una vez más tuvo que formar una Escuadra. En esta guerra marítima, pese a la captura de la goleta Covadonga, Valparaíso fue bombardeado por la Escuadra española el 31 de marzo de 1866. Chile en esta ocasión aprendió la lección de la importancia de contar con naves de guerra en forma permanente obteniendo la entrega de dos corbetas retenidas en Inglaterra y ordenando la construcción de dos blindados que tendrían en el futuro gran importancia.
En 1879 Chile declaró la guerra al Perú y Bolivia en la que se denominó guerra del Pacífico. En los inicios de esta confrontación, se efectuó el Combate Naval de Chipana y posteriormente, el 21 de mayo de 1879 se desarrolló el combate naval de Iquique, en el cual el Capitán de Fragata Arturo Prat Chacón al mando de la corbeta Esmeralda murió peleando contra el monitor Húascar hasta el hundimiento de su nave: El momento clave de la guerra que marcaría su desarrollo y posterior desenlace.
En esta guerra hubo tres acciones navales más, que en corto tiempo permitieron a la Escuadra chilena conquistar el dominio del mar y transportar al Ejército de Chile a sus teatros de operaciones en las provincias peruanas de Tarapacá, Tacna y finalmente en la invasión de la capital peruana Lima. Estas fueron, el mismo 21 de mayo de 1879, en la que el capitán de corbeta Carlos Condell de la Haza, al mando de la goleta Covadonga hundió a la fragata blindada Independencia, disparando sus armas, luego que esta encallara en persecución de la Covadonga. Y el 8 de octubre del mismo año en que la Escuadra chilena al mando del capitán de navío Galvarino Riveros, en el combate naval de Angamos, capturó al Monitor Huáscar, navío que tras feroz lucha fue incorporado a la Escuadra chilena, muriendo heroicamente su comandante, Miguel Grau. El tercer hecho es el Desembarco y Toma de Pisagua, apoyado por la Escuadra. Posteriormente la Armada se dedicó al apoyo y transporte del Ejército, participando activamente con su artillería en Arica, Chorrillos y Miraflores.
Un hecho anecdótico fue la Colo Colo, una lancha torpedera de la Armada de Chile durante la guerra del Pacífico  que fue transportada en un vagón de ferrocarril, en el puerto de Ilo de la costa peruana, hasta el puerto de Puno, en el Lago Titicaca y después los ingenieros y mecánicos chilenos la rearman para lanzarla al agua. Así inicia diversos patrullajes, constituyéndose en el primer buque de guerra extranjero en navegar en el Titicaca y el primer buque de guerra chileno que surca las aguas más altas del mundo.
Durante la guerra del Pacífico y en los años posteriores, el gobierno ordenó la construcción de buques de dos cruceros, dos cazatorpederos y la modernización de dos blindados a astilleros británicos. Se incorporaron al servicio torpedos autopropulsados de procedencia italiana, se fortificó el puerto militar de Talcahuano, en el que se inició la construcción del primer dique seco, se implementaron las primeras escuelas de especialidades en máquinas a vapor y se dictó una ley que permitiría la construcción de un acorazado y dos cruceros.
A fines de siglo, la Armada se vio envuelta como protagonista en un enfrentamiento fratricida, la Guerra Civil de 1891. Guerra en la que el bando del Congreso apoyado por la Armada obtuvo el triunfo. En el ámbito netamente naval, hubo un combate en el que dos cazatorpederos, empleando torpedos hundieron a un blindado. Por primera vez a nivel mundial, una nave acorazada era hundida por un torpedo.

### SigloXX- Tecnología

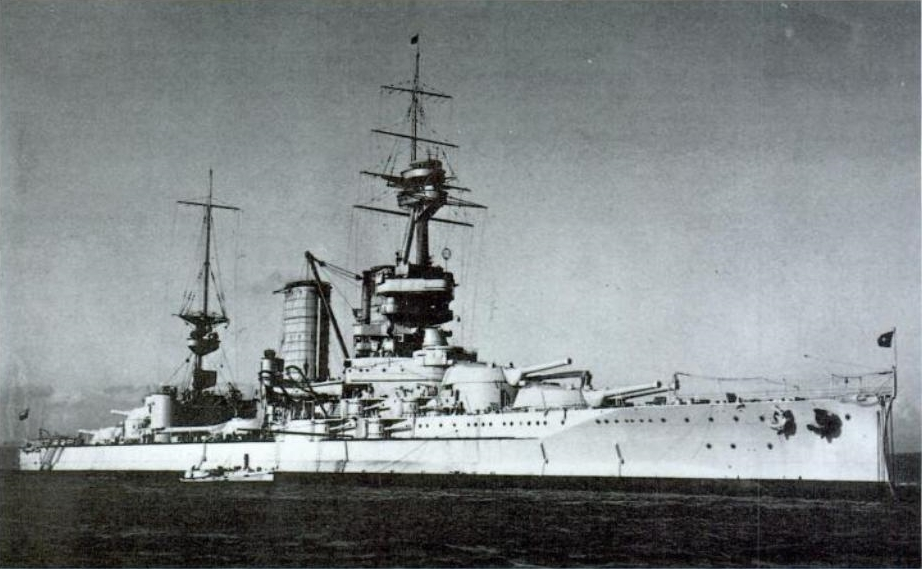
Acorazado Almirante Latorre.

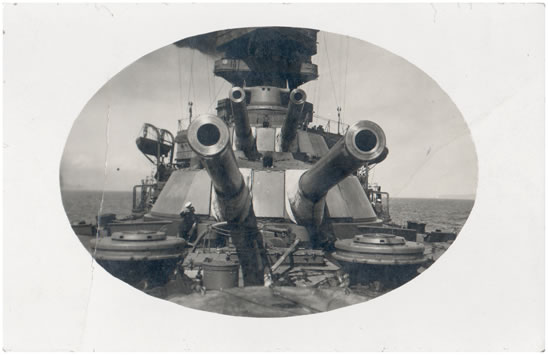
Los cañones de 355 mm del Acorazado Latorre.

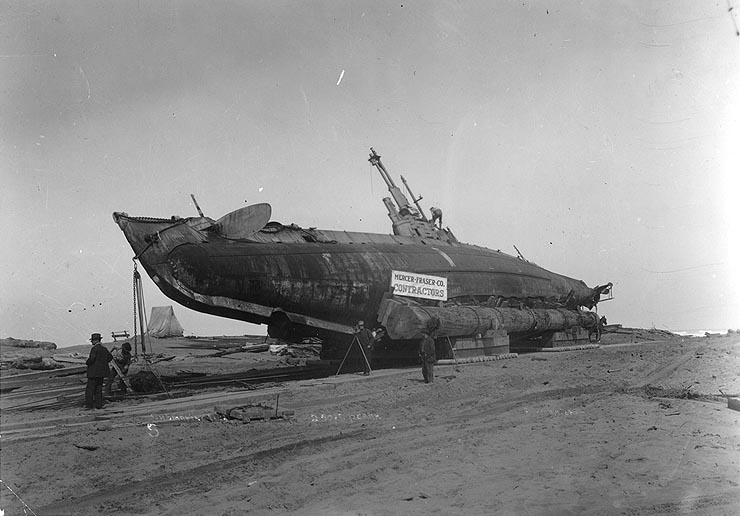
Un submarino tipo H.

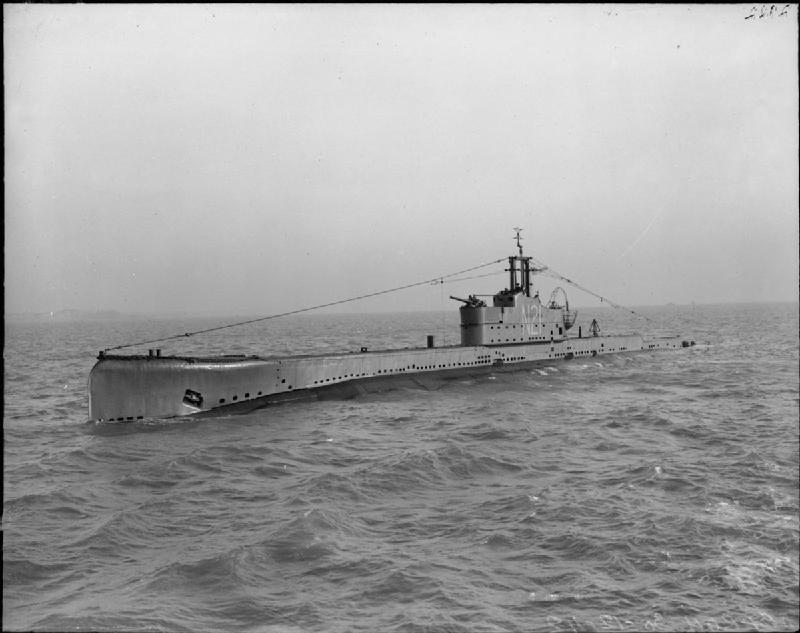
Submarino Clase capitán O'Brien.

A comienzos del siglo XX la Armada había alcanzado un alto grado de preparación profesional, lo que le permitió tripular y operar las modernas naves que estaban engrosando su lista naval. En esa época Chile enfrentaba una especie de paz armada por la delimitación limítrofe con Argentina por el extremo austral. Además de frecuentes protestas obreras.
Lo anterior y la bonanza económica derivada de los ingresos del salitre y del cobre, permitieron al gobierno efectuar un nuevo proceso de adquisiciones: Un crucero y tres destructores en Gran Bretaña, y se ordenó la construcción en astilleros de ese mismo país de dos acorazados. La crisis con Argentina fue detenida por la diplomacia, terminando en los llamados Pactos de Mayo firmados el 28 de mayo de 1902, los que incluyeron una convención de limitación de los armamentos navales. Chile debió vender los dos acorazados y Argentina hizo lo mismo con similares naves.
Posteriormente, el gobierno aprobó una ley de renovación de las naves de la Escuadra la que dio nacimiento al Plan Centenario, que en resumen consistió en ordenar la construcción en astilleros británicos de dos acorazados de 28 000 toneladas, seis destructores de 1500 toneladas, y a una firma estadounidense la construcción de dos submarinos de 340 toneladas.
La Primera Guerra Mundial postergó y alteró el Plan Centenario; de todas las naves enviadas a construir solo dos destructores llegaron al país antes del estallido de la conflagración y el acorazado "Almirante Latorre" una vez terminada esta.
Hacia fines de la Gran Guerra, el gobierno británico ofreció compensar a Chile por la privación de las naves enviadas a construir, y que había empleado en el conflicto, y ofreció entregarle cinco submarinos tipo H, nuevos, que estaban internados en astilleros de Estados Unidos, debido a que este tercer país aún permanecía neutral. Además se ofreció una partida de aeronaves. El gobierno aceptó la compensación propuesta y además compró un sexto submarino, las aeronaves fueron destinadas a la Armada y al Ejército.
El moderno acorazado “Almirante Latorre”, recorrido y modernizado en el Reino Unido, luego de ser empleado por la Armada británica, llegó a Valparaíso el 20 de febrero de 1921. Esta nave de 194 metros de eslora, 28 metros de manga y 9 metros de calado medio, desplazaba 28 000 toneladas. Su armamento consistía en 5 torres dobles con cañones de 14 pulgadas, 16 cañones de 6 pulgadas y 2 cañones antiaéreos de 3 pulgadas; contaba además con 4 tubos lanzatorpedos de 21 pulgadas. Esta nave fue un elemento disuasivo en las relaciones internacionales de Chile durante todo el tiempo que estuvo en servicio activo, más de 30 años y cabe destacar que Chile fue el único país, aparte de las potencias de la época, en adquirir un acorazado después de la Primera Guerra Mundial. El BB Almirante Latorre fue la unidad de batalla clásica de mayor tamaño, desplazamiento y batería principal de mayor calibre operada por nación hispano parlante alguna.
Su llegada obligó a construir un segundo dique seco, más grande en Talcahuano y la ampliación de algunos talleres y maestranzas. Sus sistemas de armamentos y de propulsión constituyeron una escuela para las generaciones de marinos que pasaron por sus cubiertas. Las escuelas de especialidades debieron mejorar y actualizar sus programas, laboratorios y profesores.
Las compensaciones post Primera Guerra Mundial dieron nacimiento a las actividades de la fuerza de submarinos y de la Aviación Naval, pioneras en América del Sur.
En la década de 1920, el “Latorre” fue enviado al Reino Unido a modernizar sus sistemas de control de tiro, más cambio de armamento antiaéreo por 4 cañones de 4 pulgadas antiaéreos, cambio de sus calderas a carbón por petróleo, adición de protección (bulges) antitorpedos en sus costados, cambio de su maquinaria auxiliar y en sus sistemas de comunicaciones. El buque regresó al país a mediados de 1931, subiendo su desplazamiento a 32 000 toneladas.
También se mandó a construir en el Reino Unido seis destructores que se denominaron clase “Serrano”, y se adquirieron tres submarinos clase “O” y un buque madre de submarinos. Se adquirieron además dos petroleros.

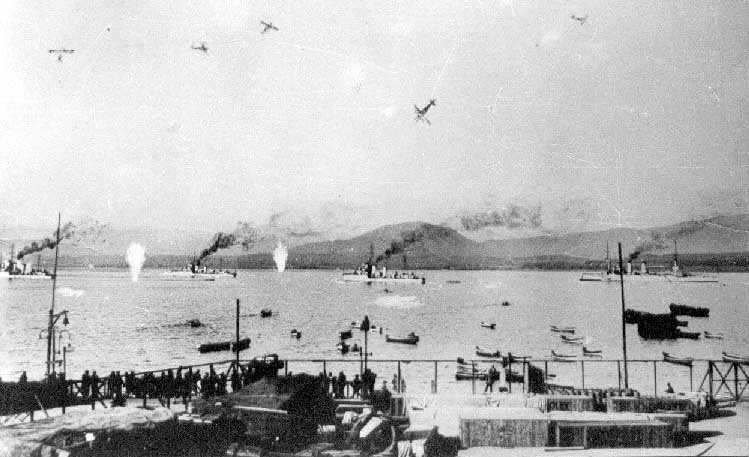
Bombardeo de Coquimbo en 1931.

En septiembre de 1931 ocurrió un motín en la Escuadra, en la agrupación de buques de instrucción, en la base naval de Talcahuano y en la base aérea de Quintero de la Fuerza Aérea. Este episodio, conocido como la Sublevación de la Escuadra, fue en protesta por una importante rebaja de los sueldos y la grave situación económica del país. El Ejército derrotó a los amotinados en tierra y la Fuerza Aérea atacó con bombas a las naves de la Escuadra, días después el movimiento fue sofocado comprobándose injerencias políticas en los amotinados.
Chile en la década de 1930 vivía una difícil situación económica, la que se tradujo en la decadencia de la escuadra de acorazados y cruceros que poseía la Armada; la mayoría de las naves fueron dadas de baja y se llegó a 1940 con la Escuadra reducida al acorazado “Latorre” y una división de destructores de la clase “Serrano”.
Durante la Segunda Guerra Mundial, la Escuadra efectuó entrenamiento y cuando se le declaró la guerra a Japón, efectuó labores de patrullaje. Al término del conflicto el gobierno adquirió tres fragatas y tres corbetas construidas en Canadá y equipadas en los Estados Unidos. Estos buques antisubmarinos llegaron a Chile entre los años 1946 y 1947.
En 1942 se había dictado una legislación especial, que se conoce como la Ley de Cruceros y que fue el origen de la renovación del material de las Fuerzas Armadas. En lo que se refiere a la Armada se cambió el origen de sus adquisiciones desde Europa a los Estados Unidos.

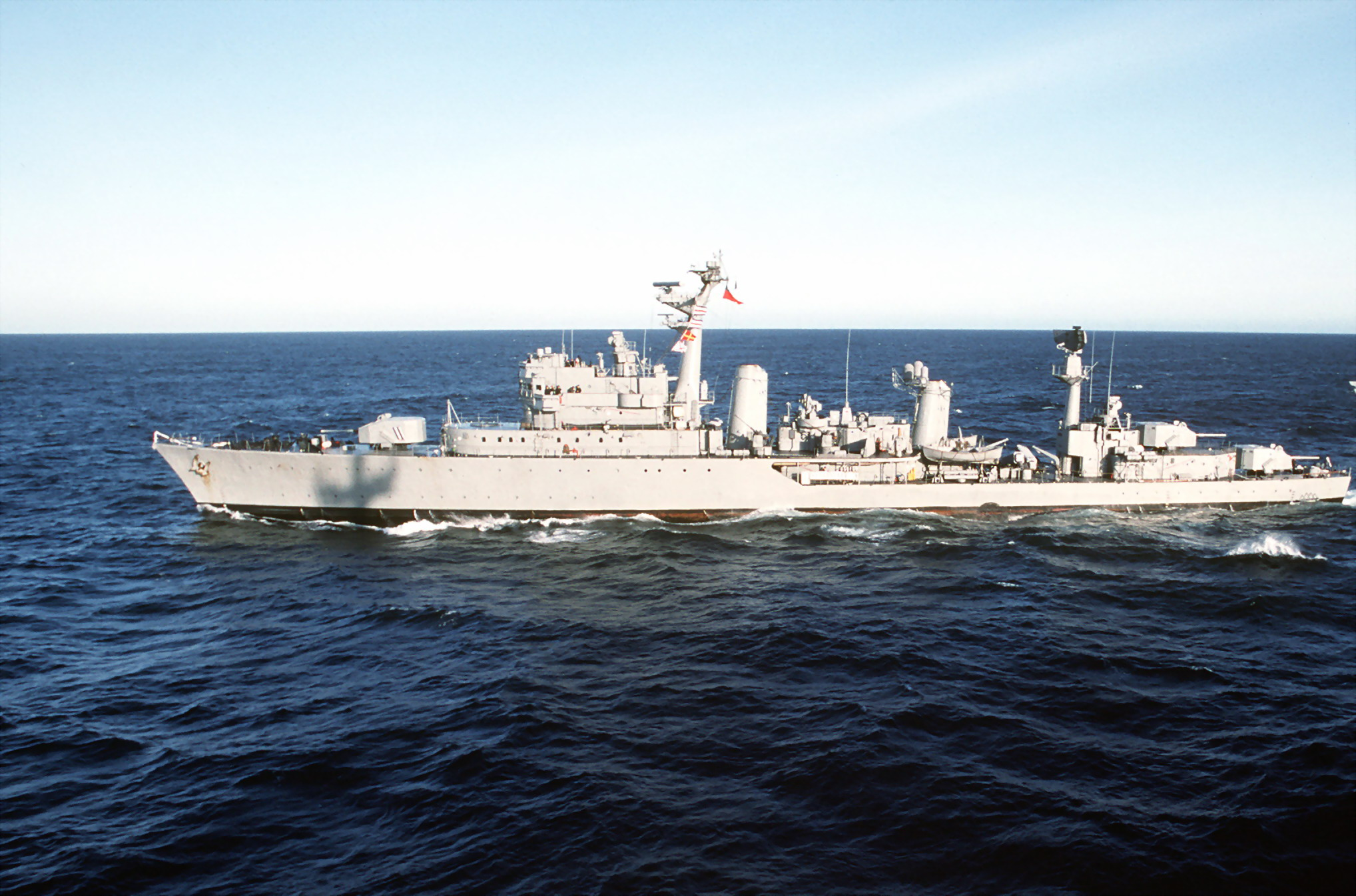
Destructor Clase Almirante Riveros.

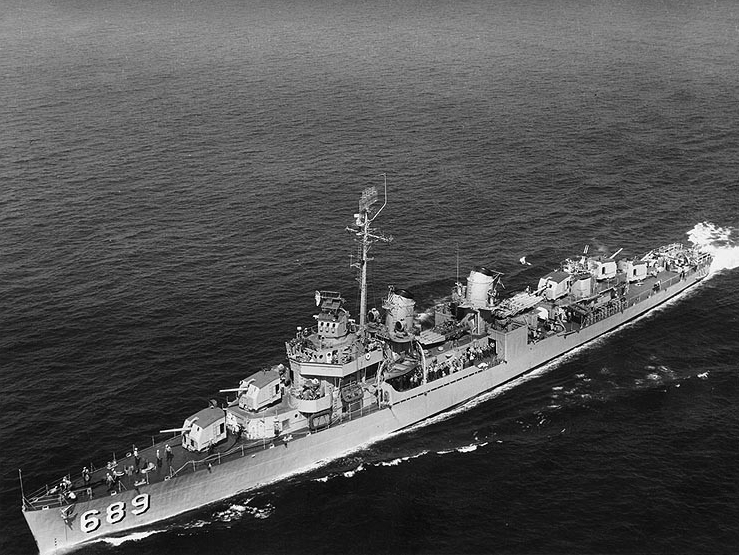
Destructor Blanco Encalada de la Clase Fletcher.

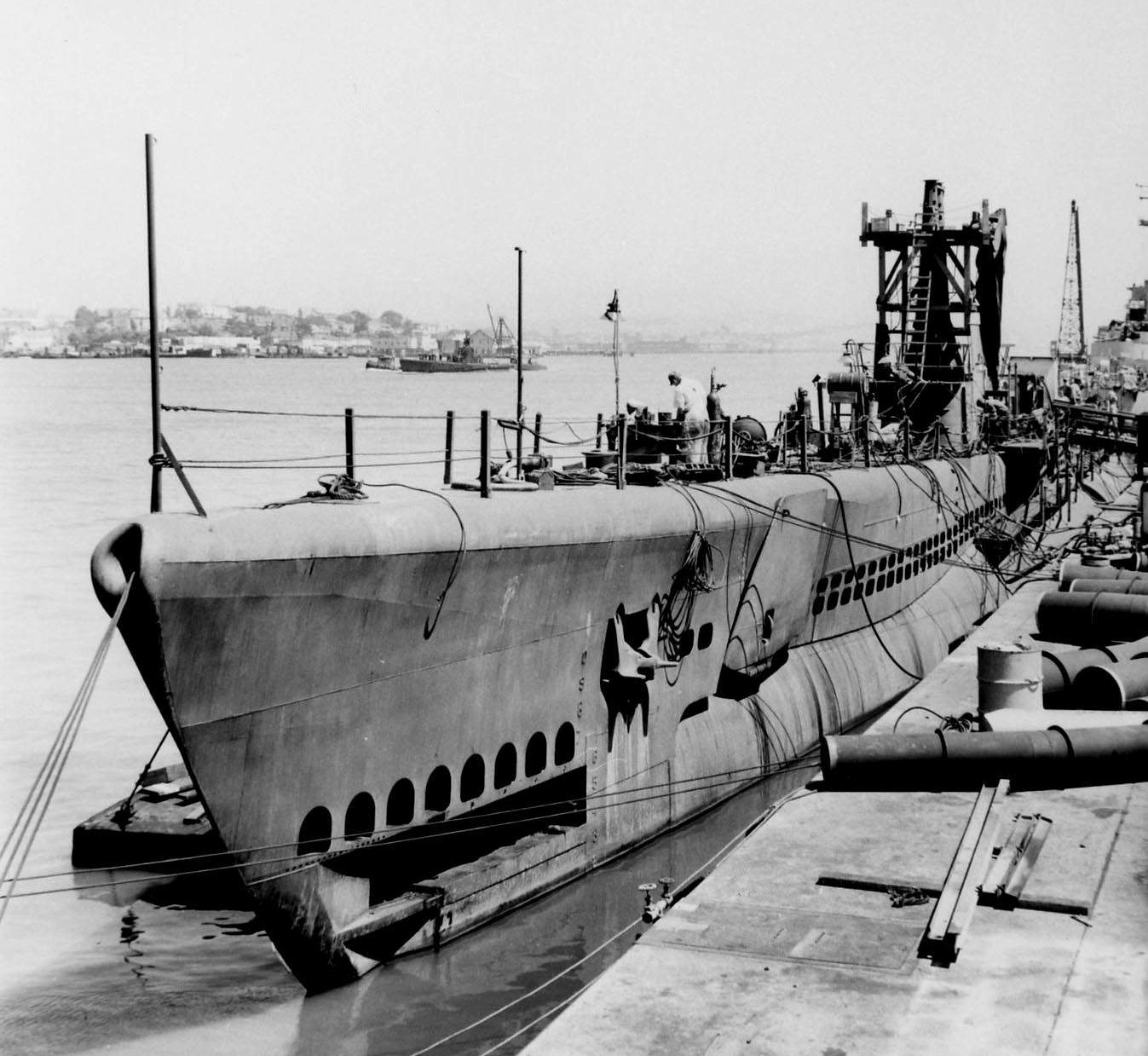
Submarino Clase Fleet Simpson SS-21.

En 1952 se adquirieron en Estados Unidos dos cruceros livianos de la Clase Brooklyn, los que llegaron a Chile ese mismo año. La incorporación de estas naves significó un importante avance tecnológico en la Armada, especialmente por sus sistemas de control de tiro que contaban con computadores analógicos mecánicos y por los radares de vigilancia de guerra electrónica y de control de fuego, los primeros en llegar al país.
En la década de 1960 se adquirieron dos destructores de la Clase Almirante en el Reino Unido, y de los Estados Unidos se recibieron dos submarinos Clase Fleet, dos destructores de la Clase Fletcher y cuatro destructores escolta tipo APD.
A partir del año 1954 renació la Aviación Naval, la que operó activamente con las unidades de superficie mediante el empleo de helicópteros en la guerra antisubmarina y en labores de exploración y rescate.
Los destructores de la clase “Almirante” fueron los dos primeros buques que recibieron sistemas de misiles antiaéreos. A cada uno se le instalaron dos montajes cuádruples para lanzar misiles SAM Sea Cat de fabricación británica. Esta instalación se efectuó en 1962 en el Arsenal Naval de Talcahuano. Chile fue la primera nación latinoamericana en contar con misiles en sus naves.
En la década de 1970 la Escuadra estaba compuesta por los dos cruceros clase “Brooklyn” y por los dos destructores clase “Almirante”, a los cuales se sumaban eventualmente algunos destructores APD. Se compró a Suecia el crucero “Latorre” y en 1974 llegaron desde Estados Unidos dos destructores de la clase “Sumner”.
En 1967, en la guerra de los Seis Días, una lancha rápida egipcia hundió un destructor israelí mediante el empleo de misiles lanzados a larga distancia. Esta acción constituyó un hito en la historia de la táctica y tecnología naval. Desde esa fecha las grandes potencias comenzaron a desarrollar misiles superficie-superficie. Chile optó por equipar a sus naves con misiles franceses MBDA Exocet MM-38.

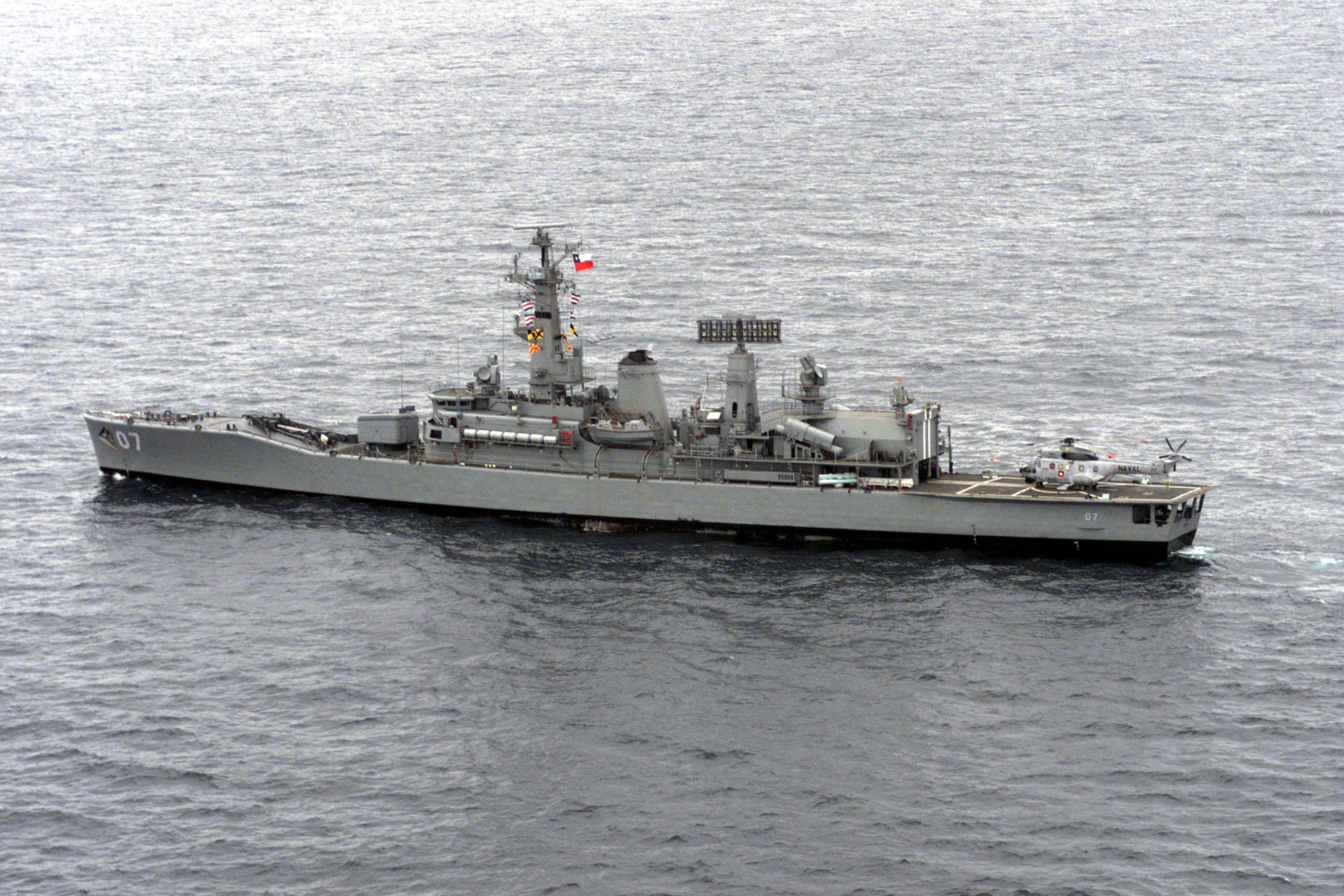
Fragata Leander Almirante Lynch.

El Presidente Frei Montalva encargó a astilleros británicos la construcción de dos fragatas de la clase “Leander”, entre 1968 y 1970, en los Astilleros de Yarrow Co. Ltda. de Escocia y la modernización de los dos destructores clase “Almirante”. Estas cuatro naves fueron equipadas con lanzadores de misiles Exocet MM-38 y se les instaló modernos equipos de detección submarina.
Nuevamente la incorporación de estos sistemas de armas produjeron un avance tecnológico importante en la capacitación del personal naval en el campo de la electrónica y de los sistemas digitales.
El 11 de septiembre de 1973, la Armada, en conjunto con las otras ramas de las Fuerzas Armadas y Carabineros de Chile, participó en el golpe de Estado que derrocó al gobierno de Salvador Allende, integrando el almirante José Toribio Merino la Junta Militar de Gobierno que se formó.
A mediados de la década de 1970, nuevamente la situación vecinal empeoró, hubo tensión en la frontera con Perú y Bolivia, y especialmente con Argentina, a consecuencia del Conflicto del Beagle. La Escuadra fue puesta en pie de guerra y movilizada al mando del Vicealmirante Raúl López Silva a la zona del Cabo de Hornos, y la Infantería de Marina fue desplegada en las Islas Picton, Lennox y Nueva con la decisión de impedir la ejecución de la Operación Soberanía de la Flota del Mar Argentina.
En esa época se adquirieron aviones de exploración marítima Embraer P-111 en Brasil y helicópteros Alouette de Francia.

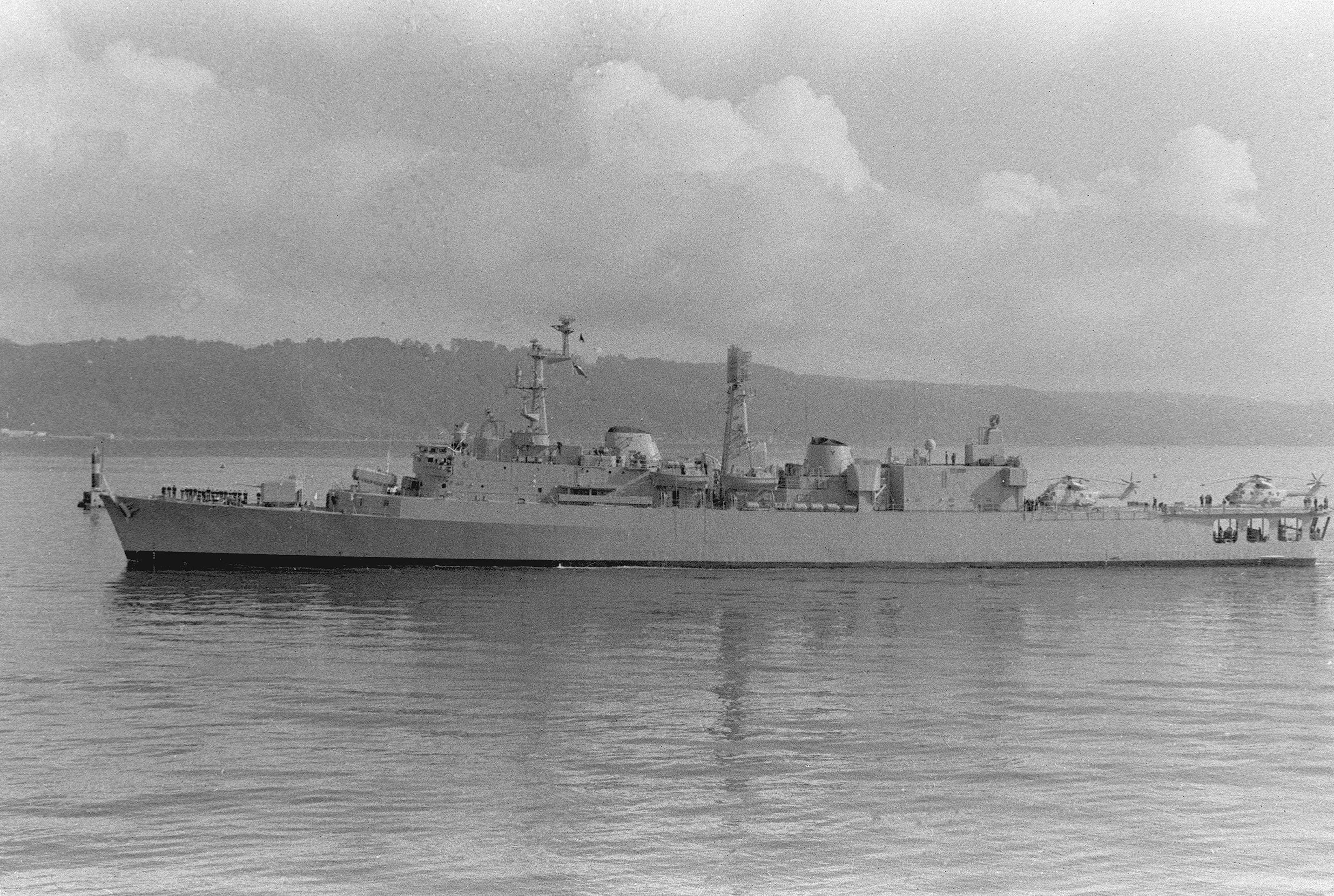
Destructor Almirante Cochrane de la Clase County.

Durante la década de 1980 los cruceros tipo “Brooklyn y el “Latorre” llegaron a su obsolescencia. Para paliar esta situación se concibió un programa de modernización de las naves de la Escuadra. Fruto de este programa llegaron un petrolero de flota y cuatro destructores británicos de la clase “County”. El programa incluyó la modernización, en la planta de Asmar de Talcahuano, de las dos fragatas clase “Leander” y nuevamente de los dos destructores clase “Almirante” a los que se les renovaron sus sistemas de armas, de detección y de guerra electrónica.

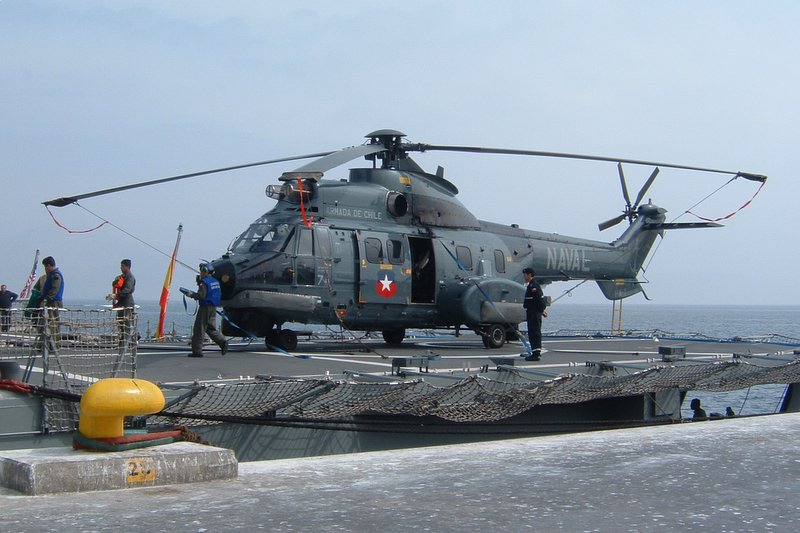
AS 532SC Cougar de la Armada de Chile.

A Francia se le adquirieron helicópteros Cougar de gran versatilidad y capacidad tanto antibuque (con misiles Exocet AM 39) como antisubmarina. El programa se completó en la década de 1990 con el reemplazo de los destructores clase “Sumner” por dos fragatas británicas de la clase “Leander”.
A fines de la década de 1980, los destructores de la clase "County" fueron modernizados con la instalación de misiles SAM Barak 1 de lanzamiento vertical, constituyéndose la Armada de Chile en la primera y única armada del continente en incorporar en sus buques este sistema de lanzamiento de armas. Dentro del mismo programa las fragatas de la clase "Leander" recibieron misiles superficie-superficie Exocet MM-40. Tanto los destructores "County" como las fragatas "Leander" originales fueron adaptados para embarcar helicópteros Cougar, adaptándoseles los hangares e instalándoles en las cubiertas de vuelo el sistema de captura de helicópteros ASIST. Con esto, 4 unidades de la Escuadra quedaban adaptadas para portar los Cougar. La necesidad de incrementar el alcance de la exploración aeromarítima para emplear eficazmente los misiles AM-39 embarcados en los Cougar llevó a la Armada a adquirir aviones P-3A a EE. UU, que fueron modernizados en Chile y denominados P-3ACh.

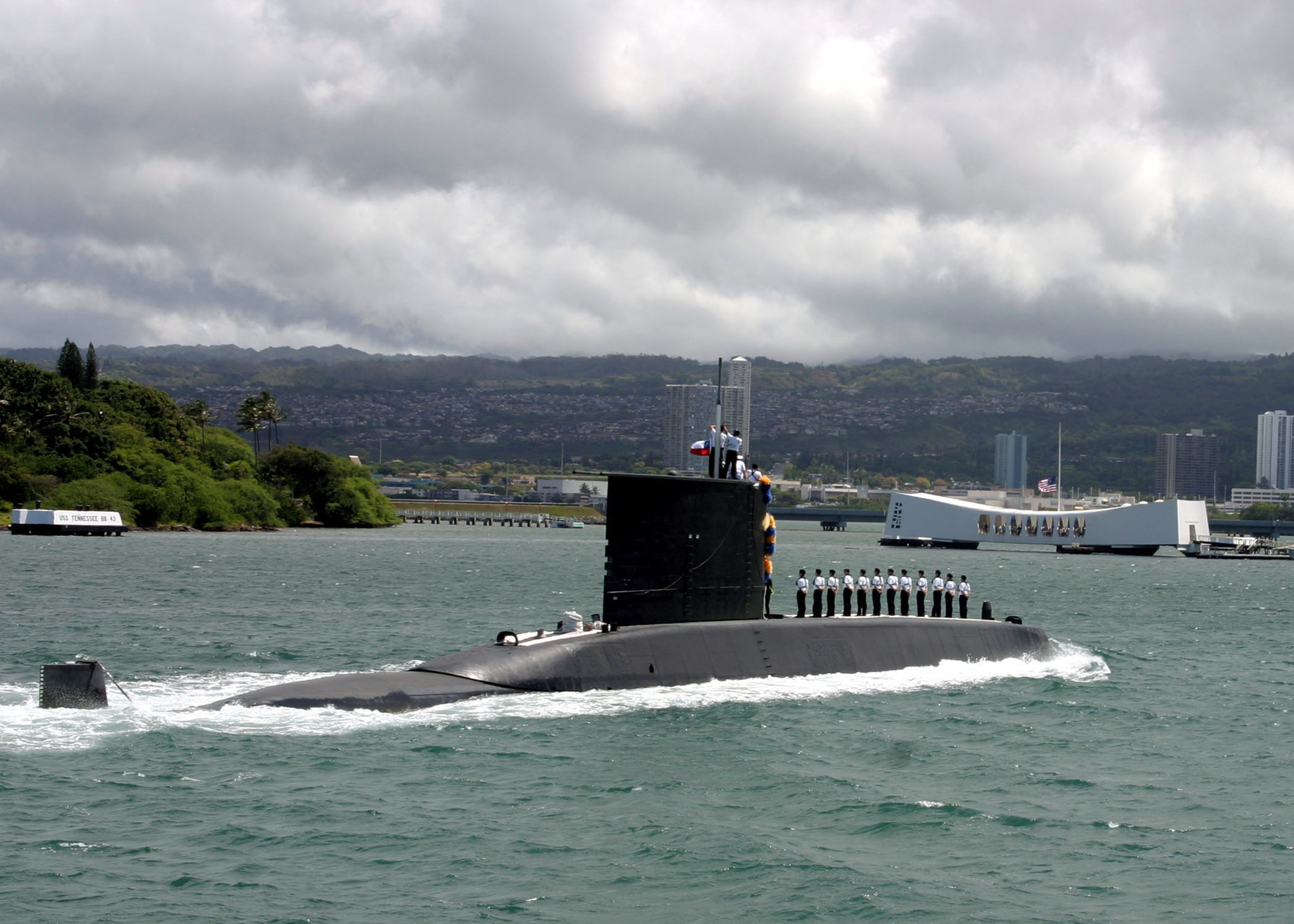
Submarino Tipo 209 Capitán Simpson (SS-21).

Finalmente y en sintonía con los cambios tecnológicos de la época, se encargaron 2 submarinos oceánico Tipo 209 a los astilleros Alemanes Howaldswerke, los que fueron bautizados como Capitán Simpson y Comandante Thompson.

### Dictadura y violaciones a los DD.HH

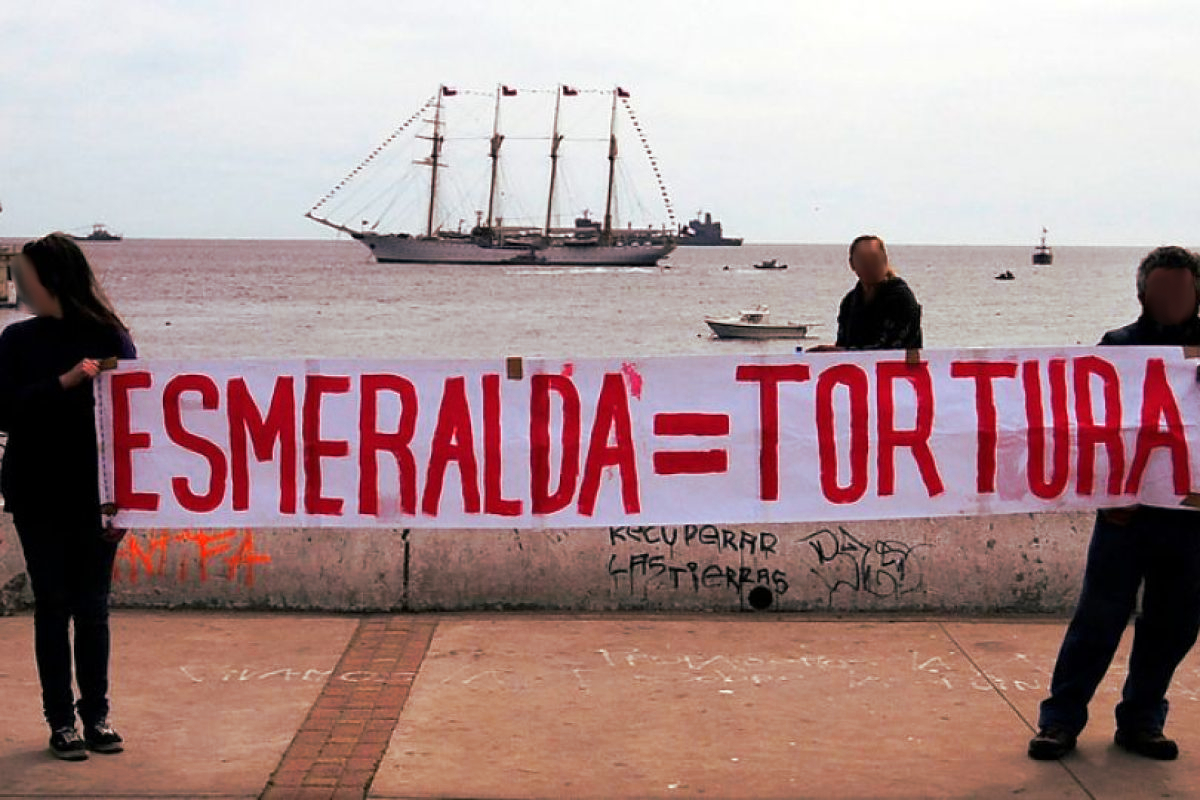
Manifestación en contra de las torturas realizadas en el buque escuela de la Armada de Chile.

La armada es responsable de violaciones a los derechos humanos durante la dictadura militar. Un caso emblemático son las detenciones y torturas realizadas en el buque insignia 'La Esmeralda'.  En el Buque Escuela  las detenciones se concentraron en septiembre de 1973. Durante ese mes La Esmeralda estuvo en el Puerto de Valparaíso, en el molo de abrigo, al lado del Buque Lebu. De acuerdo a los antecedentes entregados a la Comisión Nacional de Prisión Política y Tortura (Comisión Valech), hombres y mujeres que fueron llevados a la Esmeralda, fueron golpeados desde el momento de la detención, maltratados y amenazados; a bordo de la nave, siguieron las golpizas.
Según ha quedado expresado en el Informe Rettig fueron varios los barcos (Lebu, Maipo y la Esmeralda) e instalaciones (Base Aeronaval El Belloto, Centro de Isla Riesco, Cuartel Silva Palma, el gimnasio de la Base Naval de Talcahuano, Isla Quiriquina, Isla Dawson, entre otros lugares a lo largo de Chile) utilizadas para la detención, violencia sexual, y torturas sistemáticas a personas por parte de la institución.
Existen diversos testimonios sobre estos hechos, en el Informe Rettig se recopilaron relatos de víctimas:

"Mujer, detenida en febrero de 1975. Relato de su reclusión en el Cuartel Silva Palma de la Armada, en Valparaíso: En los interrogatorios era desnudada y atada a una silla dándome golpes de puño en la cabeza, pecho y abdomen. Me aplicaron corriente en las sienes, pezones, lengua, genitales y tobillos. En una ocasión fui trasladada a un servicio de urgencia del Hospital Naval por fuertes dolores abdominales y estomacales, además de taquicardia. El último día pude ducharme para poder ser revisada por la Cruz Roja Internacional"
Informe Rettig, página 242.

### SigloXXI
A comienzos del siglo XXI, el transporte marítimo moviliza más del 80 % del comercio exterior chileno. El mar ha permitido el desarrollo de actividades vitales para la economía, como son la pesca, la acuicultura y el turismo. Además se han descubierto vastos yacimientos de hidratos de gas en algunas zonas del subsuelo marino que podrían ser fuentes de energía en el futuro.
En este contexto, la armada desarrolló un proyecto llamado "Tridente" que consistía en la construcción de 8 fragatas en los astilleros de ASMAR por un monto estimado en 1600 millones de dólares.
Debido a la falta de voluntad política de la clase dirigente de la época y coincidiendo con el desprendimiento de material de guerra de última tecnología por parte de las potencias europeas en vista del fin de la guerra fría y los costos que implicaban mantener grandes arsenales.
La Armada decidió renovar de esta forma su flota de combate, situación que le ha permitido reemplazar sus unidades de línea obsoletas por modernas naves británicas y neerlandesas, las fragatas británicas tipo 22 y 23 y las fragatas neerlandesas tipo L y M, todas naves lanzamisiles con capacidades oceánicas para la guerra de superficie, antiaérea y antisubmarina.
Esto le ha permitido integrar y asimilar nuevas tecnologías que se encuentran homologadas en las principales armas de la OTAN permitiendo la interoperabilidad con diferentes armadas del mundo.
Para su fuerza de submarinos ha incorporado dos nuevos submarinos tipo Scorpene construidos en Europa por un consorcio franco-español. Estos reemplazaron a los antiguos submarinos tipo “Oberon”.
Los submarinos tipo 209 fueron modernizados llevados a un estándar similar a los Scorpene en materia de electrónica y armamento, incluidos el lanzamiento de misiles.
Durante el año 2020 la Armada compra a Australia dos fragatas por 70 millones de dólares (aproximadamente 52 500 millones de pesos chilenos).

## Organización

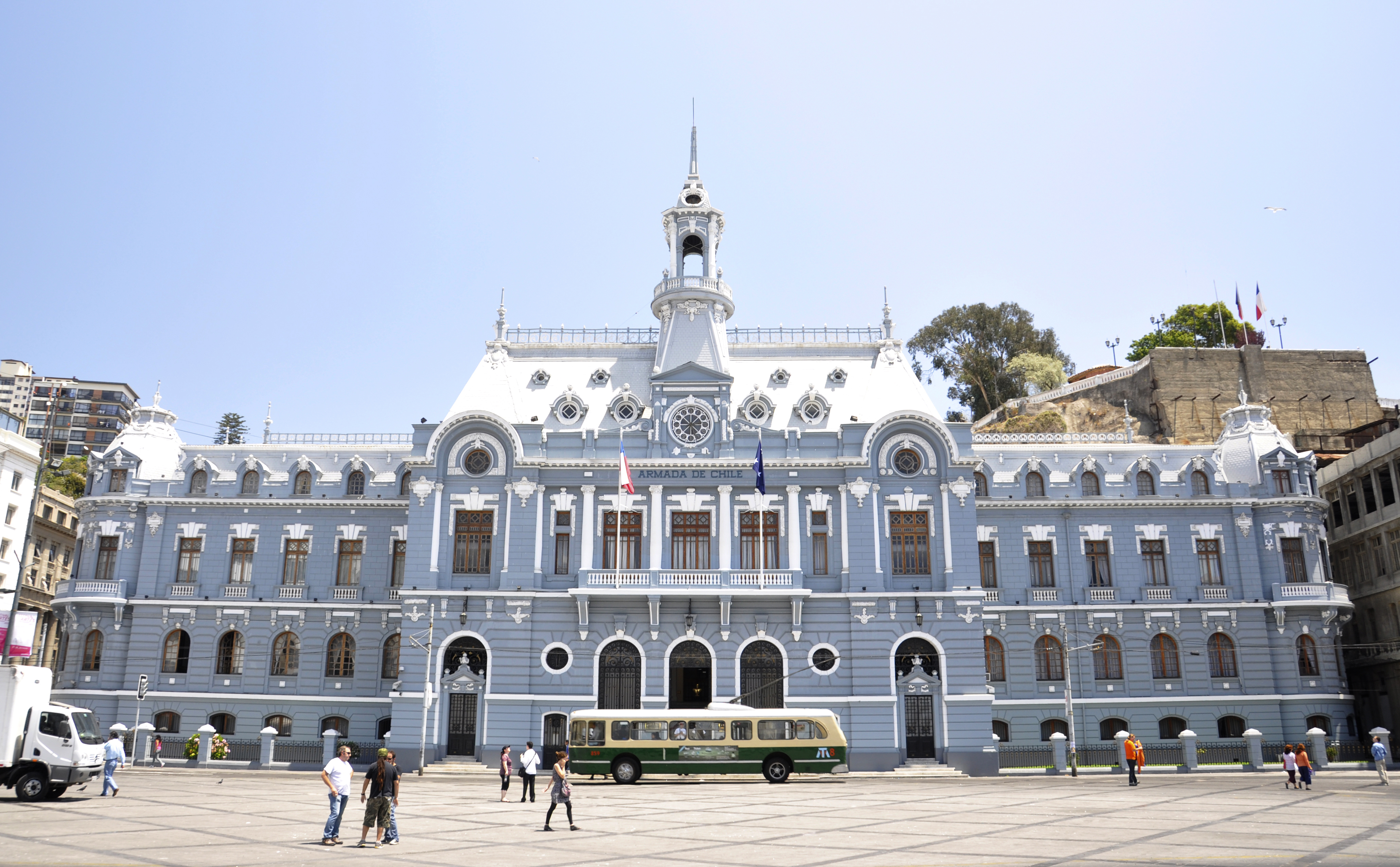
Comandancia en Jefe de la Armada de Chile.

Bandera de proa de la Armada de Chile.

La Armada está bajo el mando del Almirante quien ostenta el cargo de Comandante en jefe de la Armada. Para el desempeño de sus funciones es asesorado por diversos organismos que dependen directamente de él.
La Armada de Chile tiene cinco bases generales a lo largo del país:
- Primera Zona Naval - Valparaíso
- Segunda Zona Naval - Talcahuano
- Tercera Zona Naval - Punta Arenas
- Cuarta Zona Naval - Iquique
- Quinta Zona Naval - Puerto Montt

### Fuerzas operativas
El Comando de Operaciones Navales es el organismo que conduce el entrenamiento de las fuerzas navales en tiempo de paz y las operaciones en tiempo de guerra.
Del Comando de Operaciones Navales dependen: La Escuadra Nacional, la Fuerza de Submarinos, la Infantería de Marina, la Aviación Naval, el Comando Anfibio y de Transportes Navales y el Comando de Fuerzas Especiales.
El Comando de Misileras Sur dependía de la Tercera Zona Naval pero se dio de baja a contar del año 2015. Por otra parte, el Comando de Misileras Norte depende de la Cuarta Zona Naval.
Las cinco Zonas Navales corresponden a la división territorial de la Armada y poseen funciones marítimas, defensivas y guarnicionales, además de ser las bases logísticas de las Fuerzas Navales de la Institución. Las Zonas Navales desarrollan la función marítima mediante las Gobernaciones Marítimas y albergan a las Bases Navales, entidades logísticas, a las escuelas institucionales y a todo el soporte de mando, técnico y administrativo institucional.

### Educación naval especializada
La Armada desde sus inicios se ha preocupado preferentemente de la preparación de sus tripulaciones. Desde siempre le ha otorgado igual importancia a la preparación técnico-profesional del personal, como de imbuirlos en los principios valóricos y de fortaleza moral que les permitan sobreponerse a cualquier adversidad.
La Dirección de Educación de la Armada es el organismo que tiene por misión formar al personal de la institución lo que efectúa en establecimientos divididos en tres niveles:
- Educación Naval Básica que realiza en sus dos escuelas matrices, la Escuela Naval Arturo Prat para oficiales y la Escuela de Grumetes Alejandro Navarrete Cisterna para gente de mar.
- Educación Naval Especializada que se efectúa a través de la Academia Politécnica Naval en sus tres facultades: Sistemas de Armas,  Sistemas de Ingeniería y Logística y Sistemas de Apoyo Operativo. La antigua Escuela de Sanidad Naval
- Educación Naval Superior que se efectúa en la Academia de Guerra Naval y en otras instituciones de educación superior extranjeras.

## Material bélico

### Unidades de Superficie

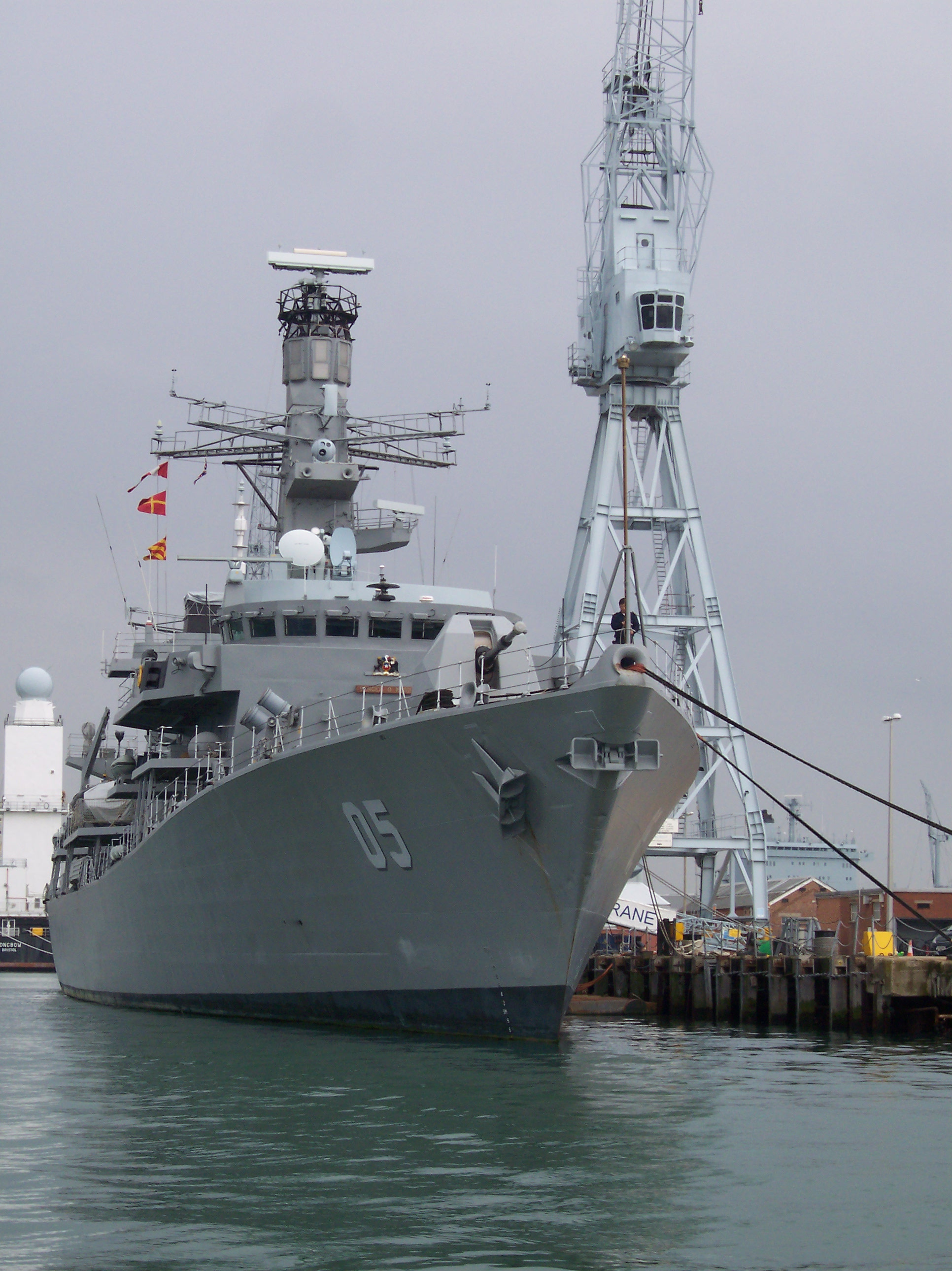
Buque Clase Duke Almirante Cochrane.

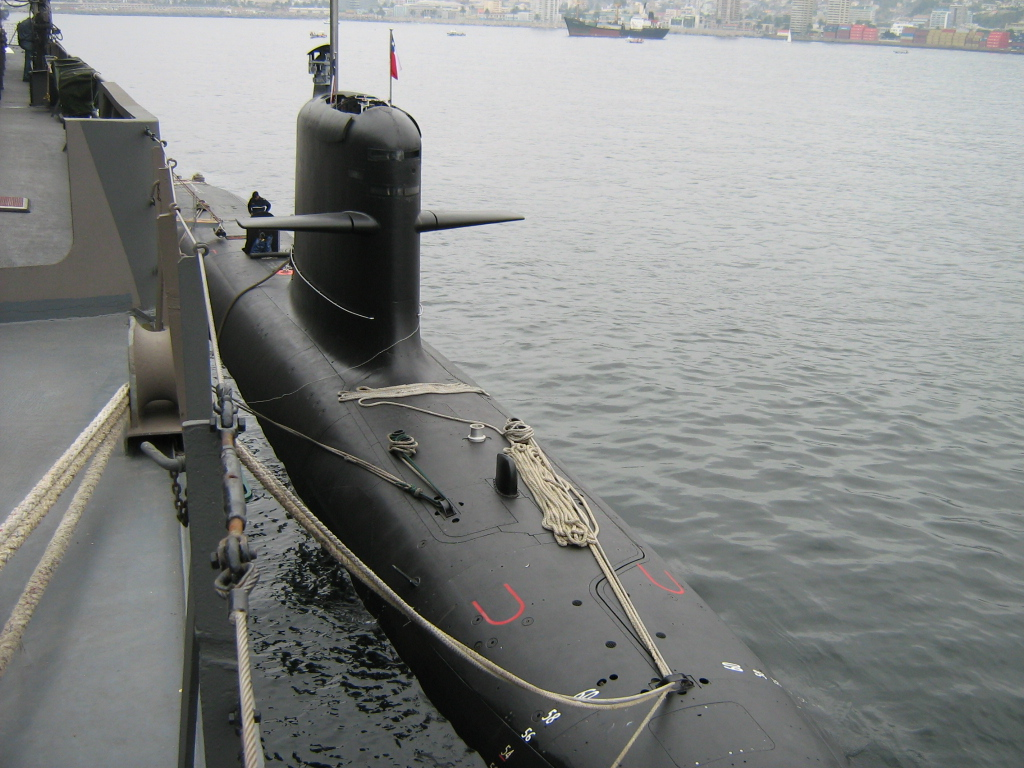
Submarino Clase Scorpène de la Armada de Chile.

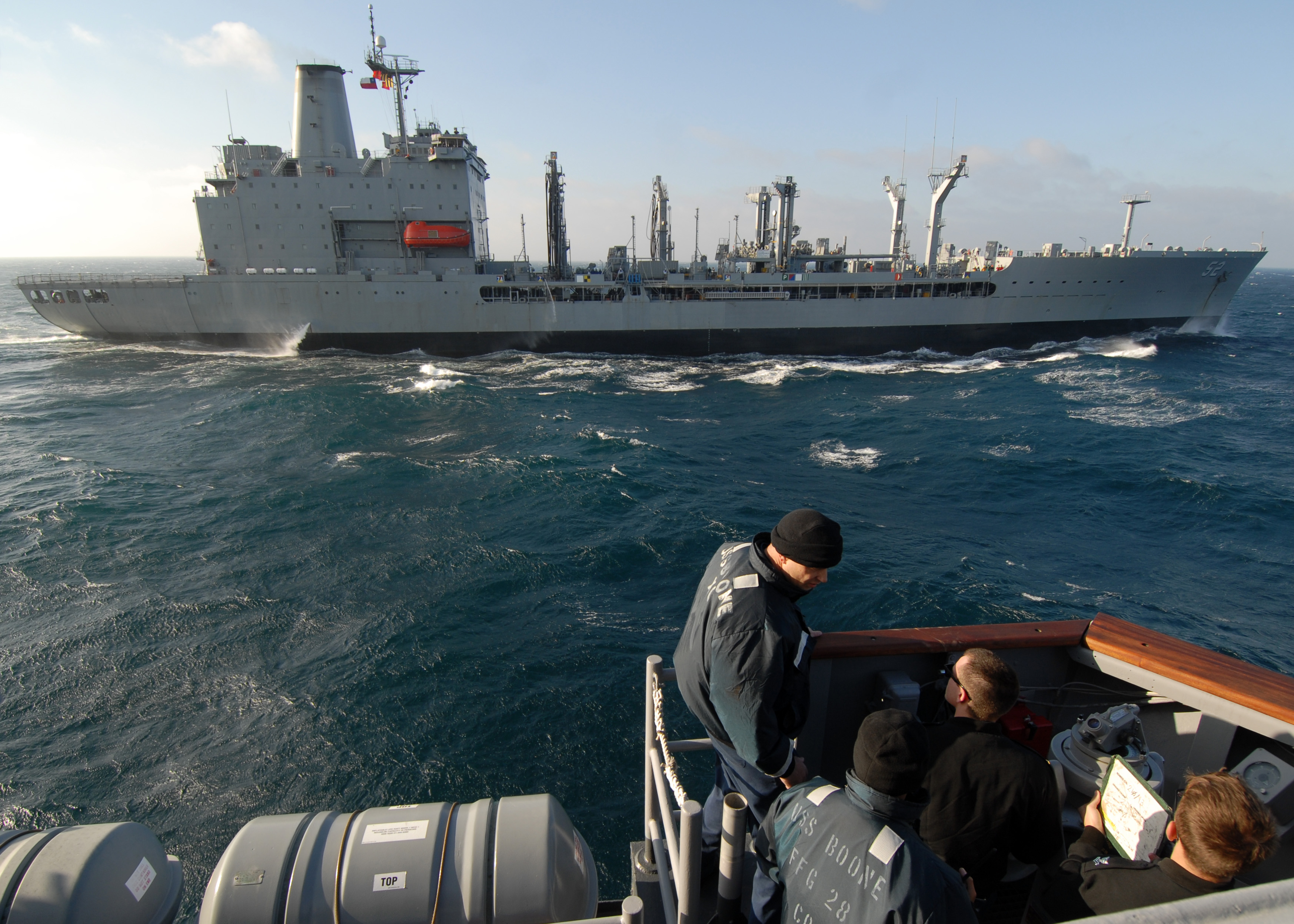
Petrolero AO-52 Almirante Montt.

Actualmente la Armada de Chile cuenta con:
3 Fragatas antisubmarinas Clase Duke, modernizadas recientemente por 1000 millones de dólares en astilleros locales -Proyecto PIDAA-. Están armadas con misiles superficie-superficie Harpoon, antiaéreos CAMM, y equipadas con radar TRS-4D AESA, sonar de baja frecuencia S2087 y S2050.
2 Fragatas antiaéreas Clase Adelaide transferidas por el gobierno australiano a Chile bajo un programa de cooperación binacional para el Hemisferio Sur. Antes de su transferencia, se incluyeron mejoras en el sistema de control de combate/fuego, en el conjunto de sonar y en los misiles de defensa aérea. Dispone de misiles superficie-superficie Harpoon y misiles antiaéreos ESSM/SM-2. También posee capacidad para albergar 4 helicópteros.
2 Fragatas multipropósito Clase M armadas con misiles superficie-superficie Harpoon y misiles antiaéreos ESSM/SM-2.
1 Fragata antisubmarina Tipo 22 armada con misiles superficie-superficie Harpoon, antiaéreos CAMM, radar TRS-4D AESA, sonar de baja frecuencia S2087 y S2050.
2 Submarinos Scorpène.
2 Submarinos U209.

### Aviación Naval de Chile

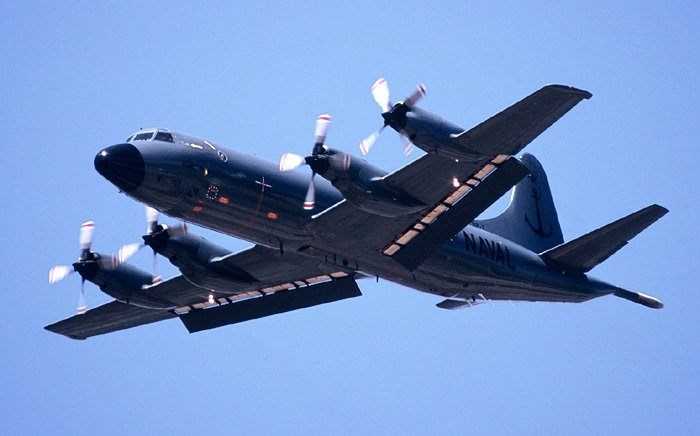
Avión de Patrulla Marítima Lockheed P-3 Orion.

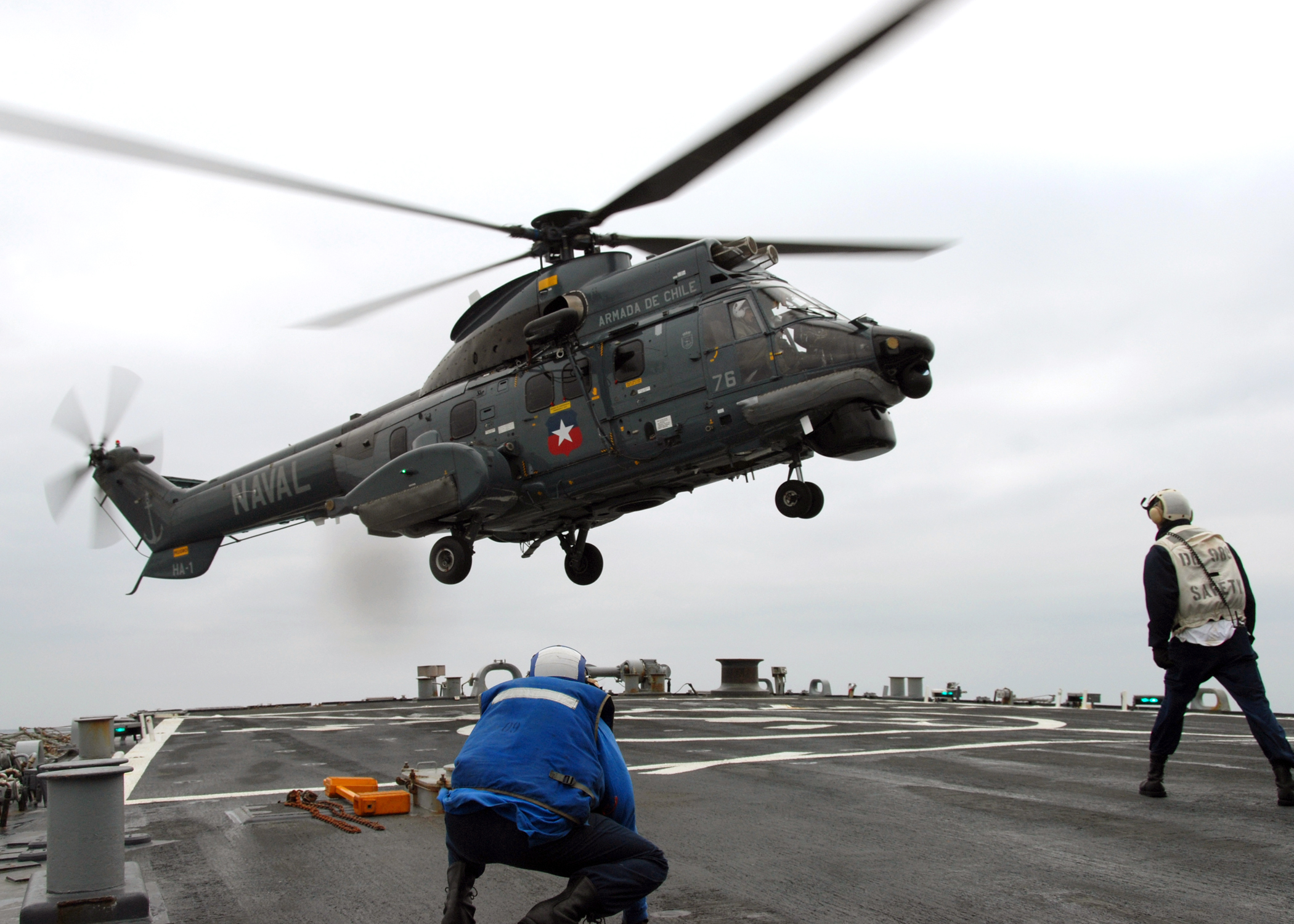
Helicóptero Cougar de la Armada de Chile.

La Aviación Naval, la constituyen las unidades de helicópteros y aviones de la Armada de Chile.  

Su misión es prestar apoyo a las fuerzas navales de superficie, submarinas y de Infantería de Marina, para contribuir al éxito de las operaciones navales.
Sus aeronaves realizan tareas de exploración aeromarítima y vigilancia del Mar Territorial y de la Zona Económica Exclusiva en tiempos de paz. Sin embargo, la Aviación Naval de la Armada de Chile también cuenta con aeronaves con capacidades ofensivas, equipadas y armadas con la electrónica y sistemas de armas, necesarios para enfrentar misiones de guerra antisuperficie y antisubmarina.
Para ello, cuenta con un variado número de equipos como:
- Avión de patrulla marítima MPA, ASW, ASuW, IRS  Lockheed P-3 Orion
- Avión de patrulla marítima C-295 Persuader
- Helicópteros misileros y torpederos Airbus H215M, embarcados en buques de la Escuadra.
- Panther MBe
- Entrenadores PC-7
- Aviones SAR P-68 Observer 2

Otros medios importantes son los que operan en labores SAR como los Bell 206 y Bo 105 que serán conjuntamente reemplazados debido a que se encuentran cerca del fin de su vida útil.

### Infantería de Marina

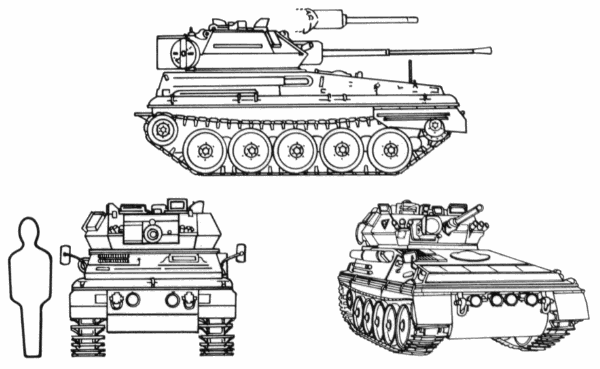
FV101 Scorpion.

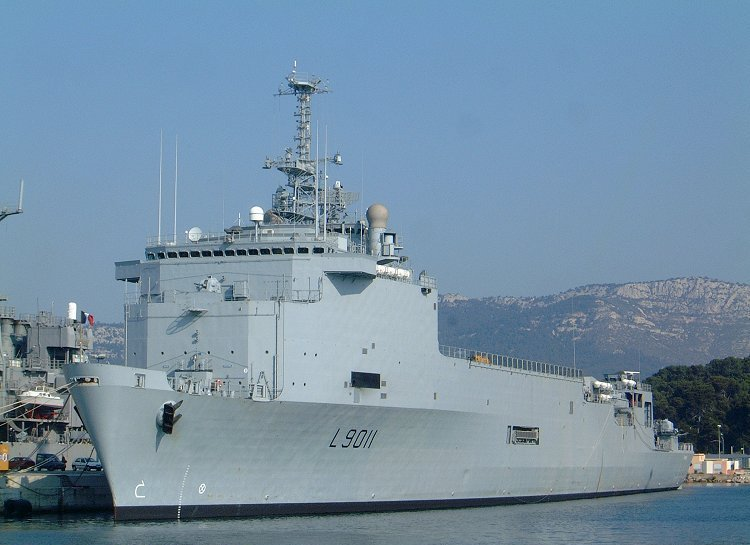
LSDH-91 Sargento Aldea.

Es una fuerza de combate dependiente de la Armada de Chile.
Este cuerpo, formado por alrededor de 5000 hombres, es utilizado en funciones de proyección del poder naval mediante la ejecución de operaciones anfibias sobre terreno hostil, fuerzas especiales. Y la defensa de territorios insulares y costas.

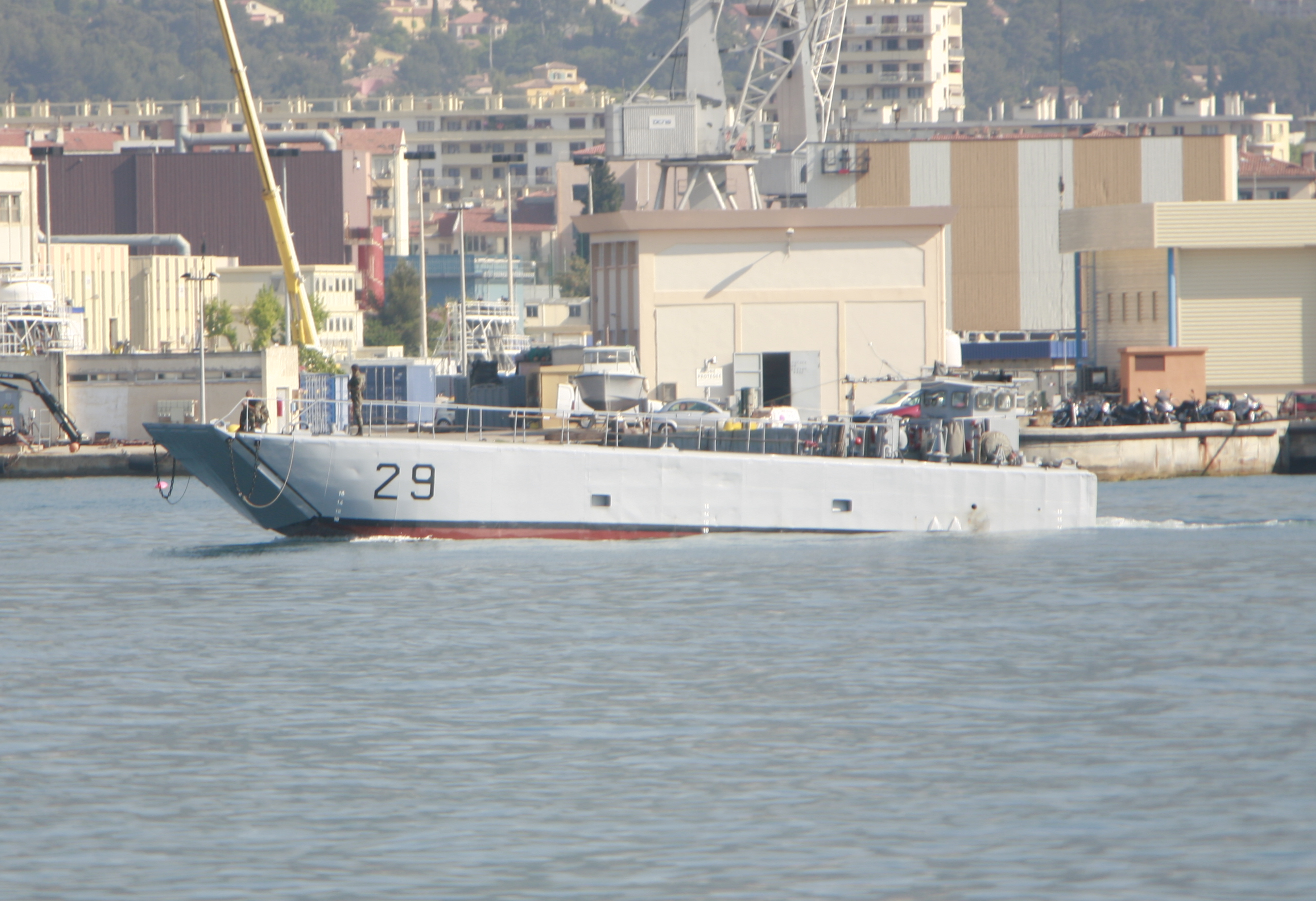
barcaza CTM.

Sus principales medios de operación son el buque anfibio Sargento Aldea.
En su interior incluye un hospital y cubiertas de vuelo, alberga una combinación de barcazas para el desembarco de vehículos militares, estas características lo convierten en un buque multipropósito de gran ayuda en tiempos de paz.
Entre los vehículos de apoyo se destacan blindados FV101 Scorpion y Bandvagn 206, así como vehículos ligeros HMMWV y Panhard PVP, camiones KIA, para el transporte de tropas y pertrechos.
La artillería se compone principalmente de piezas Soltam M-71 y KH-178, para la defensa de costa se utilizan Baterías Excalibur equipadas con misiles antibuque MM-38 Exocet.
Su capacidad para desembarcar en muy poco tiempo junto con apoyos aéreos y terrestres orgánicos de la Armada la convierten en una unidad de alto valor estratégico capaz de combatir en cualquier condición de clima y terreno. Debido a su alto grado de adiestramiento, capacidad y posibilidad de posicionarse de forma rápida y discreta en aguas internacionales; Esta fuerza se constituye como un importante factor de disuasión dentro de la región.

### Adquisiciones futuras y reemplazos
- Antártica I es el primer rompehielos desarrollado en el Hemisferio Sur. Cuenta con 111 metros de eslora y es destinado para labores científicas.[11]
- Tres firmas de arquitectura naval han sido preseleccionadas por Astilleros y Maestranzas de la Armada (Asmar) para participar en el proceso de licitación de ingeniera básica para un buque de operaciones anfibias y de transporte militar solicitado por la Armada de Chile. El proyecto Escotillòn IV Fase 1 será licitado este 2020. Se espera, que la construcción de los buques (de fabricación nacional) comiencen en 2023.[12]
- La Armada del país patagónico, acaba de presentar un estudio de factibilidad técnica y económica elaborado por la Universidad Católica (UC). El estudio planea la construcción de fragatas de 5200 toneladas. Este proyecto ha sido denominado Plan Nacional de Construcción Naval y será presentado oficialmente en la EXPONAVAL 2020. El objetivo es generar un polo de desarrollo en torno a la región del Bio-Bio, que una a la Armada, Asmar, universidades y la comunidad, generando desarrollo local, fortalecimiento de proveedores locales para la defensa y la generación de nuevos empleos calificados.[13]

## Formación y grados jerárquicos
Las diversas especialidades y grados jerárquicos se muestran en el uniforme. En el caso de las especialidades de los oficiales, estas son llevadas en forma de piochas y en el caso de la Gente de Mar en forma de parche, hasta el grado de Suboficial, en el grado de Suboficial Mayor este parche de especialidad no se utiliza. En el caso de los grados, estos son utilizados de diversas formas dependiendo del tipo de uniforme.
Todos los oficiales, activos o de reserva, estudian en la Escuela Naval Arturo Prat y más tarde en la Academia Politécnica Naval y la Academia de Guerra Naval para recibir capacitación y mejor educación para ser promovidos, así como la formación en su campo/especialidad, mientras que todos los suboficiales activos y de reserva (conocidos en la Marina como Gente de Mar) estudian en la Escuela de Grumetes "Alejandro Navarrete Cisterna", y más tarde, en la Academia Politécnica Naval y sus colegios unidos e independientes para la formación de especialidad más tarde.

### Oficiales
| Rango       | Generales | Generales     | Generales       | Oficial superior | Oficial superior | Oficial jefe       | Oficial jefe       | Oficial subalterno | Oficial subalterno | Oficial subalterno | Oficial subalterno |
| ----------- | --------- | ------------- | --------------- | ---------------- | ---------------- | ------------------ | ------------------ | ------------------ | ------------------ | ------------------ | ------------------ |
| Bocamanga   |           |               |                 |                  |                  |                    |                    |                    |                    |                    |                    |
| Grado       | Almirante | Vicealmirante | Contraalmirante | Comodoro         | Capitán de navío | Capitán de fragata | Capitán de corbeta | Teniente 1.º       | Teniente 2.º       | Subteniente        | Guardiamarina      |
| Abreviatura | A         | VA            | CA              | CO               | CN               | CF                 | CC                 | T1                 | T2                 | ST                 | GAMA               |
| Carrera     | 4 años    | 2 años mínimo | 2 años mín.     | 1 año            | 5.º años mínimo  | 5 años             | 5.º años           | 6.º años           | 5.º años           | 3.º años           | 1.º año            |
| Código OTAN | OF-9      | OF-8          | OF-7            | OF-6             | OF-5             | OF-4               | OF-3               | OF-2               | OF-1               | OF-1               | OF-1               |

### Suboficiales
| Rango       | Suboficial mayor | Suboficial | Suboficial   | Clase        | Clase    | Clase    | Clase        |
| ----------- | ---------------- | ---------- | ------------ | ------------ | -------- | -------- | ------------ |
| Manga       |                  |            |              |              |          |          |              |
| Bocamanga   |                  |            | -            | -            | -        | -        | -            |
| Grado       | Suboficial mayor | Suboficial | Sargento 1.º | Sargento 2.º | Cabo 1.º | Cabo 2.º | Marinero 1.º |
| Abreviatura | SOM              | SOF        | SG1          | SG2          | CBO1     | CBO2     | MRO1         |
| Carrera     | -                | 4.º años   | 5.º años     | 5.º años     | 6.º años | 6.º años | 3.º años     |
| Código OTAN | OR-8             | OR-7       | OR-6         | OR-5         | OR-4     | OR-3     | OR-2         |

## Salud naval

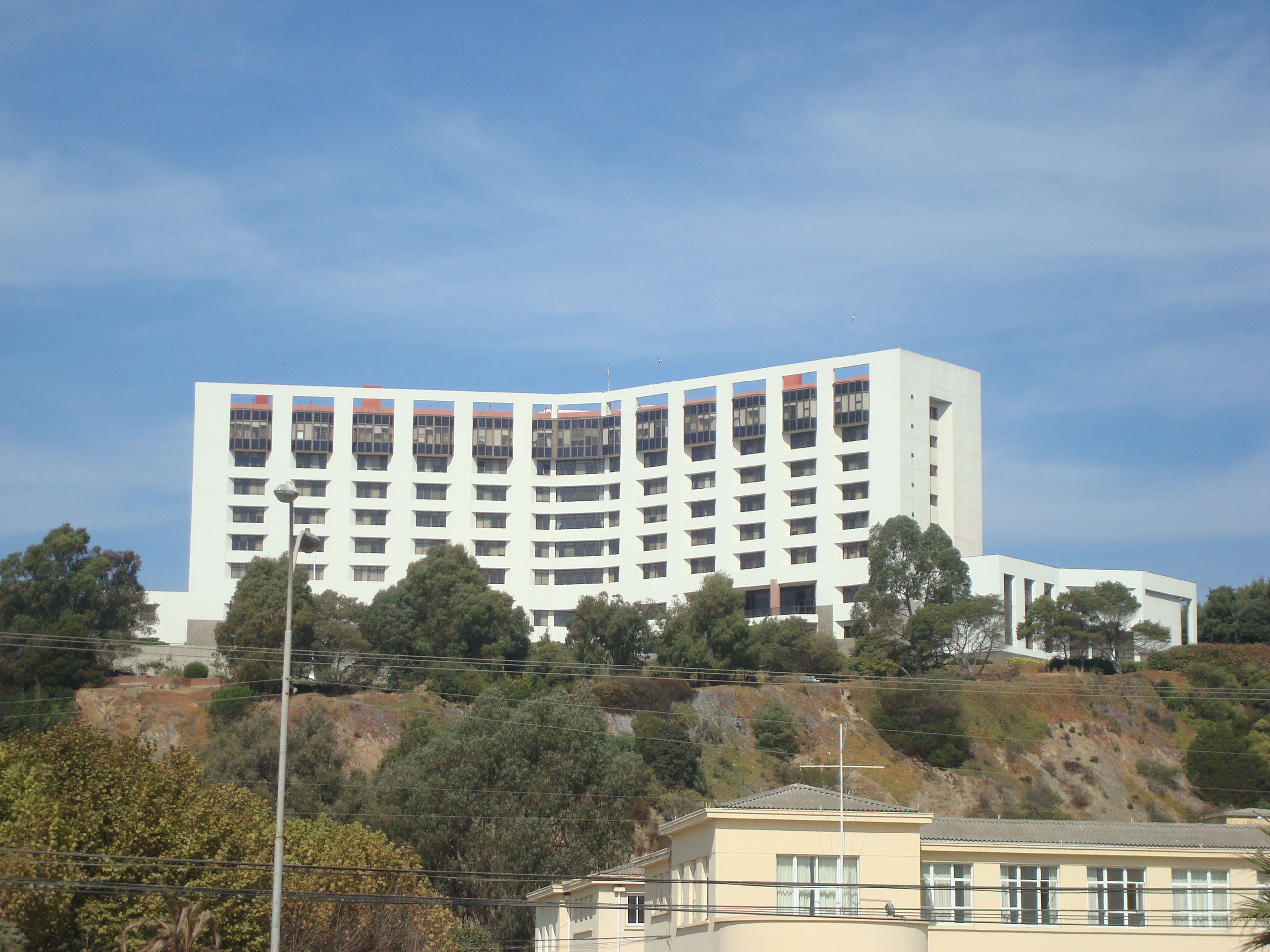
Hospital Naval Almirante Nef, Viña del Mar.

El Sistema de Salud Naval contribuye a la mantención y recuperación de la salud de sus beneficiarios a través de acciones de prevención, fomento, curación y rehabilitación de distintas enfermedades, tanto para el activo (funcionario) como para los pensionados (personal en retiro) navales y sus respectivas familias que sean cargas, con el fin de entregar mejor salud y que se pueda otorgar con los recursos disponibles. El sistema refleja los conceptos de Solidaridad, Continuidad y Medicina Integral.
Marca presencia a nivel nacional con su Red Hospitalaria, Red Odontológica, Red Policlínicas y la Red de Centros de Atención Primaria de Salud y con Enfermerías en las distintas unidades operarias de la Armada de Chile.
Cuenta además con un sistema de alta complejidad para rescates que es "REMA", acrónimo para Rescate y Evacuación Médica de la Armada, que cumple una función primordial en la ejecución de la rápida evacuación del lugar del accidente y así entregar una atención eficaz y oportuna al paciente.

## Escalafones navales de la Armada de Chile

### Oficiales de Marina
Los oficiales egresan de la escuela Escuela Naval Arturo Prat con el grado de guardiamarina. Todos los oficiales utilizan el galón en la bocamanga. El grado de Almirante solo es ostentado por el comandante en jefe, máxima antigüedad de la Armada. El comandante en jefe es designado por el presidente de la República, quien debe escogerlo entre las cinco primeras antigüedades.
Los oficiales se dividen en los siguientes escalafones y especialidades:
Oficiales de Línea
- Ejecutivos.
- Ingenieros Navales.
- Infantes de Marina.
- Abastecimiento.
- Litoral.
- De Mar.

Oficiales de los Servicios:
- Sanidad Naval
- Sanidad Dental
- Justicia
- Servicio Religioso
- Bandas
- Servicios Marítimos

### Gente de mar
El personal denominado en términos generales «Gente de Mar», egresa de la Escuela de Grumetes con el grado de marinero 1.º en el caso de las especialidades navales, y de soldado 1.º IM en el caso de los infantes de marina. Tanto el marinero como el soldado IM hasta sargento 1.º utilizan el galón en el brazo izquierdo, arriba del codo. Los que poseen los grados de suboficial y suboficial mayor cargan el galón en su bocamanga.

## Himno
La marcha «Brazas a ceñir» fue compuesta por el suboficial mayor del Cuerpo de Infantería de Marina Luis Mella Toro y ha sido el himno oficial de la Armada desde 1974.